# Sandro Botticelli
Alessandro di Mariano di Vanni Filipepi, conosciuto col nome d'arte di Sandro Botticelli (Firenze, 1º marzo 1445 – Firenze, 17 maggio 1510), è stato un pittore italiano inquadrabile nella corrente artistica del Rinascimento.
In un'età dell'oro per il mondo dell'arte, il pittore ebbe una formazione di scuola fiorentina sotto Filippo Lippi e con il patronato della famiglia Medici, riuscendo a sviluppare uno stile elegante che proponeva un nuovo modello di bellezza ideale e che incarnava i gusti e la raffinatezza della società dell'epoca. La sua arte subì anche l'influenza di Andrea del Verrocchio e dei fratelli Antonio e Piero del Pollaiolo.
Eccellente ritrattista, Botticelli fu un autore poliedrico e il suo corpus spazia dai soggetti di carattere mitologico-allegorico ai soggetti di carattere religioso. La sua fama oggi è legata soprattutto alle opere mitologiche, delle quali sono emblema due dipinti in particolare: questi sono due grandi tele custodite entrambe agli Uffizi di Firenze e sono la Nascita di Venere e la Primavera, che sono oggi tra i dipinti più famosi al mondo, tanto da essere considerate due icone del Rinascimento italiano e dell'arte occidentale, grazie anche ai profondi significati filosofici e letterari riscontrabili in esse. Mentre per quanto riguarda l'altro caposaldo dell'arte botticelliana, la produzione sacra, degna di nota è la cospicua produzione di Madonne col Bambino, realizzate preferibilmente in tondo e per le quali lui e la sua bottega divennero celebri; ma l'apice di questo genere è certamente rappresentato dai grandi affreschi realizzati per la Cappella Sistina a Roma.
Tuttavia, nell'ultima parte della sua vita, l'arte e lo spirito di Botticelli subirono una crisi che culminò in un esasperato misticismo, anche per via dell'influenza di Savonarola. Così, oltre all'unico vero erede Filippino Lippi, suo allievo e collaboratore, dopo la morte di Botticelli la sua reputazione fu eclissata profondamente e i suoi dipinti rimasero quasi dimenticati nelle chiese e nei palazzi per i quali erano stati creati, così come i suoi affreschi nella Sistina che furono messi in ombra da quelli straordinari di Michelangelo. Il lungo abbandono ebbe fine a partire dal XIX secolo, venendo riscoperto dalla storiografia artistica anche grazie e soprattutto all'influenza che ebbe sui Preraffaelliti.
Maestro del sacro e del profano, è stato descritto come un outsider nella corrente principale della pittura italiana, avendo egli un interesse limitato per molti degli aspetti associati alla pittura del Quattrocento, come l'ispirazione diretta all'arte classica e la rappresentazione realistica di anatomia umana, prospettiva e paesaggio. Infatti, la sua formazione gli ha permesso di rappresentare questi aspetti della pittura, senza però lasciarsi omologare dallo scenario contemporaneo.

## Biografia

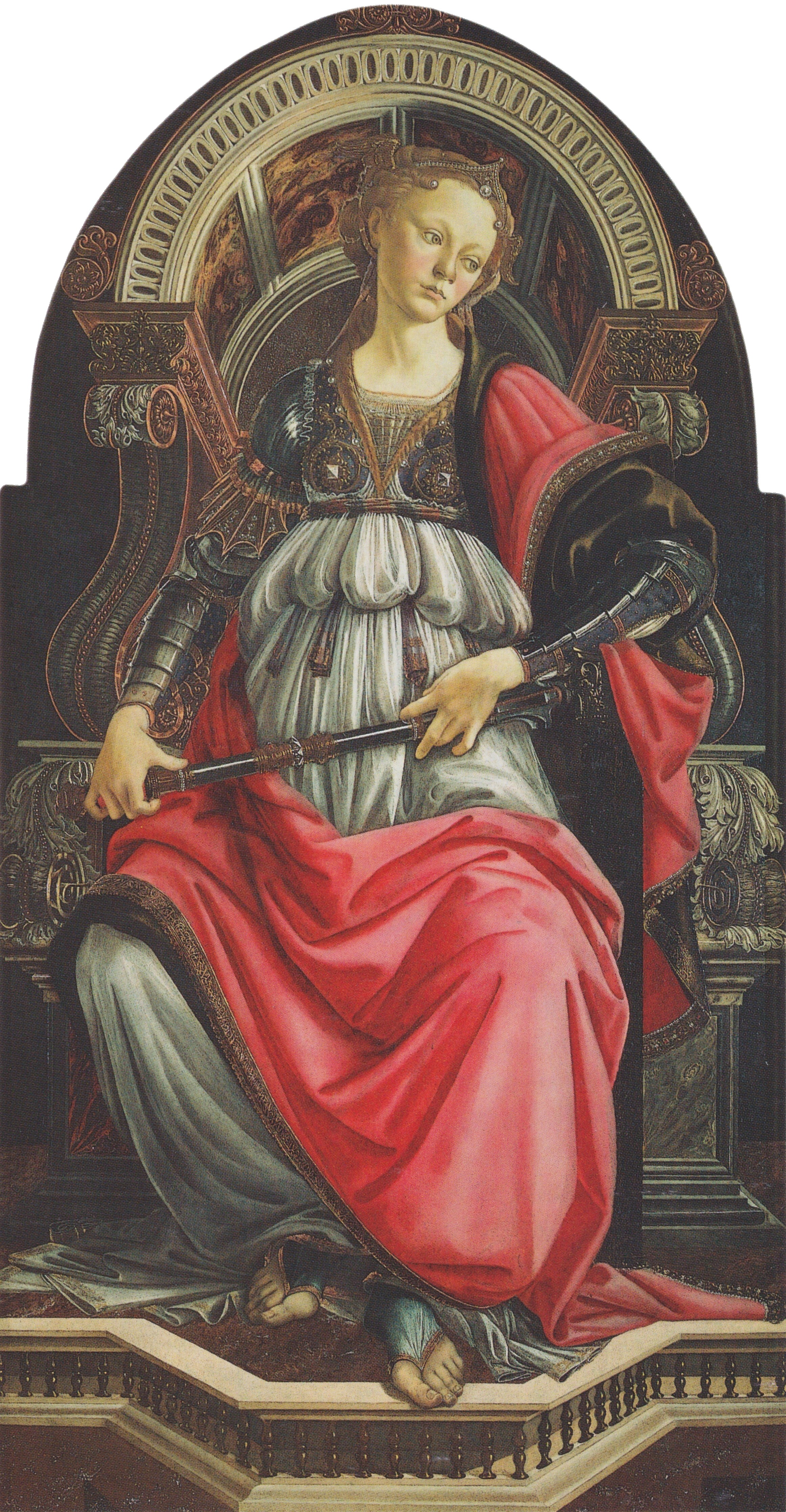
La Fortezza, prima opera documentata di Botticelli (1470)

(Ugolino di Vieri, Epigrammata III, 23)

### Origini e famiglia
Sandro Botticelli nacque a Firenze nel 1445 in via Nuova (oggi via del Porcellana), ultimo di quattro figli maschi, e crebbe in una famiglia modesta ma non povera, mantenuta dal padre, Mariano di Vanni Filipepi, che faceva il conciatore di pelli e aveva una sua bottega nel vicino quartiere di Santo Spirito. Numerosi erano infatti nella zona di Santa Maria Novella (dove si trova via del Porcellana) i residenti dediti a tale attività, facilitata dalla prossimità delle acque dell'Arno e del Mugnone.
I primi documenti sull'artista sono costituiti dalle dichiarazioni catastali (dette "portate al Catasto"), vere e proprie denunce dei redditi in cui i capifamiglia erano obbligati a comunicare il loro stato patrimoniale, elencando i propri beni, le rendite e le spese da essi sostenute nel corso dell'anno. In quello di Mariano Filipepi del 1458, troviamo citati i quattro figli maschi Giovanni, Antonio, Simone e Sandro: quest'ultimo, di tredici anni, viene definito "malsano", con la precisazione che "sta a leggere", da cui alcuni studiosi hanno voluto desumere un'infanzia malaticcia che avrebbe portato a un carattere introverso, riflesso poi in alcune sue opere dal tono malinconico e assorto.
Il fratello Antonio era orefice di professione (battiloro o "battigello"), per cui è molto probabile che il giovane Sandro abbia ricevuto una prima educazione presso la sua bottega da cui gli derivò il soprannome, mentre sarebbe da scartare l'ipotesi di un suo tirocinio avvenuto presso quella di un amico del padre, un certo maestro Botticello, come riferisce il Vasari nelle Vite, dal momento che non esiste alcuna prova documentaria che confermi l'esistenza di questo artigiano attivo in città in quegli anni.
Il nomignolo pare invece che fosse stato inizialmente attribuito al fratello Giovanni, che di mestiere faceva il sensale del Monte (un funzionario pubblico) e che nella portata al catasto del 1458 veniva vochato Botticello, poi esteso a tutti i membri maschi della famiglia e dunque adottato anche dal pittore.

### Apprendistato
Il suo vero e proprio apprendistato si svolse nella bottega di Filippo Lippi dal 1464 al 1467, con cui lavorò a Prato negli ultimi affreschi delle Storie di santo Stefano e san Giovanni Battista nella cappella maggiore del Duomo assieme a numerosi altri allievi.
Risalgono a questo periodo tutta una serie di Madonne che rivelano la diretta influenza del maestro sul giovane allievo, a volte derivate fedelmente dalla Lippina agli Uffizi (1465). La primissima opera attribuita a Botticelli è la Madonna col Bambino e un angelo (1465 circa) dello Spedale degli Innocenti, in cui le somiglianze con la contemporanea tavola del Lippi sono davvero molto forti, al punto da lasciar pensare a una copia o a un omaggio; lo stesso discorso vale per la Madonna col Bambino e due angeli (1465 circa) oggi a Washington, se non per la sola variante dell'angelo aggiunto alle spalle del Bambino, e per la Madonna col Bambino e un angelo del Museo Fesch di Ajaccio.

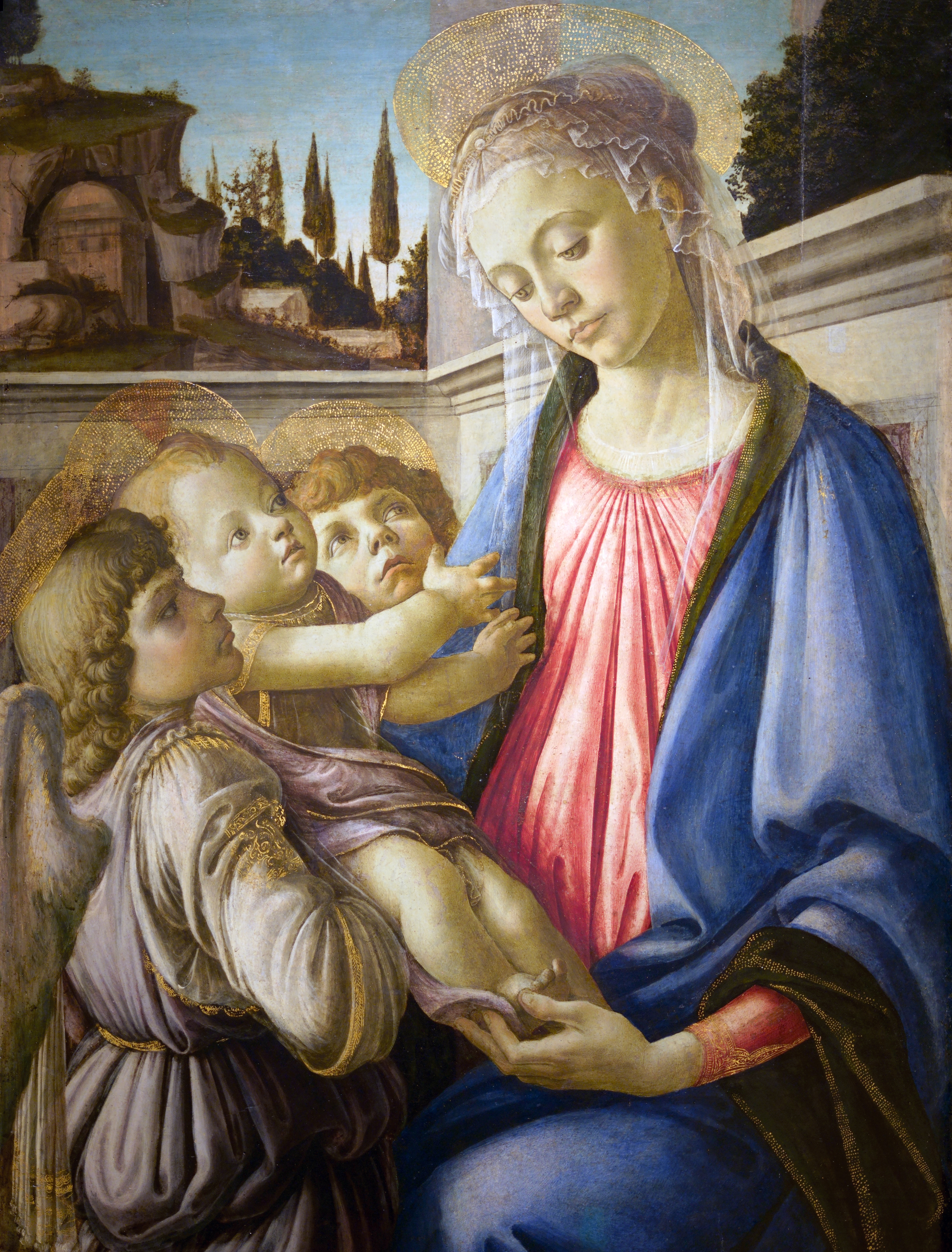
Sandro Botticelli, Madonna col Bambino e due angeli, 1468 circa, Napoli, Galleria Nazionale di Capodimonte

Risultarono però determinanti nel progressivo processo di maturazione del suo linguaggio pittorico anche le influenze ricevute da Antonio del Pollaiolo e Andrea del Verrocchio, del quale potrebbe aver frequentato la bottega dopo la partenza di Filippo Lippi per Spoleto.
La componente verrocchiesca, infatti, appare chiaramente in un secondo gruppo di Madonne realizzate tra il 1468 e il 1469, come la Madonna del Roseto, la Madonna in gloria di serafini, entrambe agli Uffizi, e la Madonna col Bambino e due angeli (1468 circa) al Museo Nazionale di Capodimonte di Napoli, in cui i personaggi sono disposti prospetticamente davanti al limite frontale del dipinto, inteso come "finestra", mentre l'architettura sullo sfondo definisce la volumetria dello spazio ideale entro cui è inserita l'immagine; la composizione si sviluppa quindi per piani scalari, svolgendo una mediazione tra lo spazio teorico reso dal piano prospettico e quello reale costituito dai personaggi in primo piano.
L'accentuato linearismo, inteso come espressione di movimento, risulta altrettanto evidente, così come le meditazioni sulla concezione matematica della pittura, di grande attualità in quegli anni, con gli studi di Piero della Francesca; la stessa soluzione venne riproposta in altre opere dello stesso periodo, con la sola variante dei termini architettonici e naturalistici.

### L'avvio della carriera in proprio

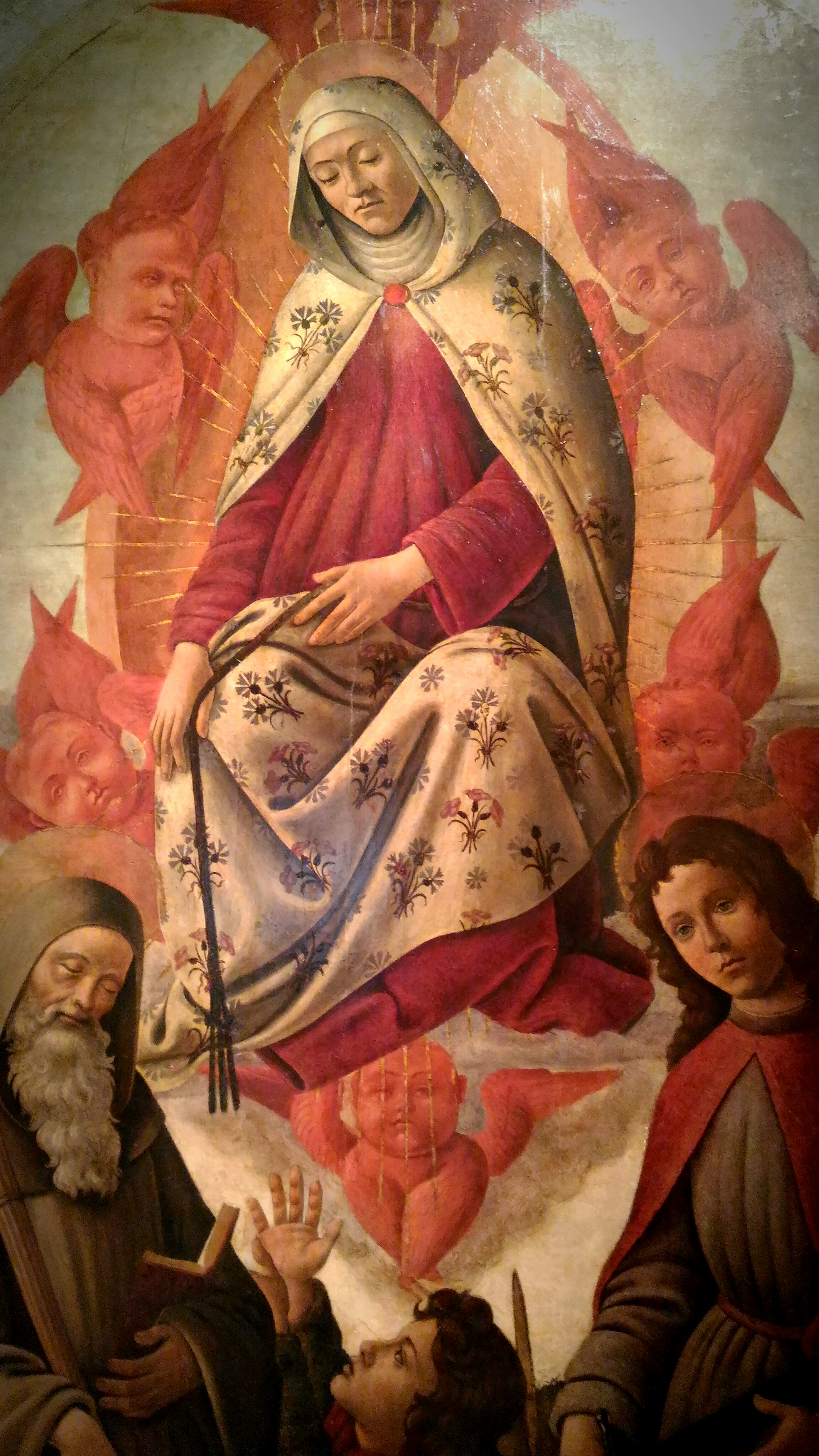
Assunzione della Vergine con i santi Benedetto, Tommaso apostolo e Giuliano, Galleria nazionale di Parma

Nel 1469 Botticelli lavorava già da solo, come dimostra la portata al Catasto del 1469, in cui è segnalato come operante in casa propria. Il 9 ottobre 1469 Filippo Lippi morì a Spoleto e nel 1470 Sandro mise bottega per conto proprio.
Dal 18 giugno al 18 agosto di quell'anno lavorò alla sua prima commissione pubblica, di notevole prestigio e risonanza. Si tratta di una spalliera allegorica, realizzata per il Tribunale della Mercanzia di Firenze raffigurante la Fortezza. Il pannello doveva inserirsi all'interno di un ciclo ordinato a Piero Pollaiolo che infatti eseguì sei delle sette Virtù.
Botticelli accolse lo schema presentato dal Pollaiolo nelle sue linee generali, ma impostò l'immagine in modo del tutto diverso: al posto dell'austero scranno marmoreo usato da Piero, dipinse un trono riccamente decorato e dalle forme fantastiche che costituiscono un preciso richiamo alle qualità morali inerenti all'esercizio della magistratura, in pratica un'allusione simbolica al "tesoro" che accompagnava il possesso di questa virtù. L'architettura viva e reale si unisce alla figura di donna che vi è seduta sopra, solida, plastica, ma soprattutto di estrema bellezza; fu proprio la continua ricerca della bellezza assoluta, di là dal tempo e dallo spazio, che portò poi Botticelli a staccarsi progressivamente dai modelli iniziali e a elaborare uno stile sostanzialmente diverso da quello dei suoi contemporanei, che lo rese un caso praticamente unico nel panorama artistico fiorentino dell'epoca.
Botticelli scelse di esaltare la grazia, cioè l'eleganza intellettuale e la squisita rappresentazione dei sentimenti, e fu per questo che le sue opere più celebri vennero caratterizzate da un marcato linearismo e da un intenso lirismo, ma soprattutto l'ideale equilibrio tra il naturalismo e l'artificiosità delle forme.
Prima di produrre quegli autentici capolavori della storia dell'arte egli ebbe però modo di ampliare la sua esperienza con altri dipinti, che costituiscono il necessario passaggio intermedio tra le opere degli esordi e quelle della maturità.

### Le opere dei primi anni settanta

Ritratto di Giuliano de' Medici, 1478, Washington, National Gallery

Nel 1472 Botticelli s'iscrisse alla Compagnia di San Luca, la confraternita degli artisti a Firenze, e spinse a fare altrettanto il suo amico quindicenne Filippino Lippi, figlio del suo maestro Filippo. Filippino, oltre che caro amico, divenne presto il suo primo collaboratore.
A questo primo periodo appartiene il San Sebastiano, già in Santa Maria Maggiore, opera in cui Botticelli mostra già un avvicinamento alla filosofia dell'Accademia neoplatonica, a cui doveva essersi accostato fin dai tempi della Fortezza. Nei circoli culturali colti vicini alla famiglia Medici, animati da Marsilio Ficino e Agnolo Poliziano, la realtà era vista come la combinazione di due grandi principi, il divino da una parte e la materia inerte dall'altra; l'uomo così occupava nel mondo un posto privilegiato perché attraverso la ragione poteva giungere alla contemplazione del divino, ma anche recedere ai livelli più bassi della sua condizione se guidato solo dalla materialità dei propri istinti. In questa opera dunque Botticelli, oltre come sempre a esaltare la bellezza corporea, vuole sia distaccare la figura sospesa a mezz'aria del santo dalla mondanità, mettendolo in risalto con quella luce ai margini che lo avvicina al cielo e alla trascendenza, sia evidenziare, come ha fatto più esplicitamente Piero del Pollaiolo nell'analogo dipinto, la malinconia che emerge dall'offesa che il mondo non comprensibile di questi ideali ha attuato nei confronti di san Sebastiano.
Il dittico con le Storie di Giuditta (1472), composto da due tavolette forse originariamente unite, può rappresentare un ulteriore compendio della lezione assimilata da Botticelli dai suoi maestri; nella prima, con la Scoperta del cadavere di Oloferne infatti, è ancora forte il richiamo allo stile del Pollaiolo, per la modellazione incisiva delle figure, l'acceso cromatismo e il marcato espressionismo della scena. Tutta la drammaticità e la violenza che caratterizzano questo primo episodio scompaiono totalmente nel secondo, dall'atmosfera quasi idilliaca e più consono al linguaggio "lippesco"; si tratta del Ritorno di Giuditta a Betulia, inserito in un delicato paesaggio, nel quale le due donne si muovono con passo quasi incerto. Non si tratta comunque dell'ennesima citazione del maestro perché il vibrante panneggio delle vesti suggerisce un senso di irrequietezza estraneo a Filippo, così come la malinconica espressione sul volto di Giuditta.
Dal tradizionale desco da parto deriva il formato della tavola con l'Adorazione dei Magi eseguito tra il 1473 e il 1474, conservato alla National Gallery di Londra, è un esempio di anamorfismo (o anamorfosi), poiché per vederlo bisogna metterlo in posizione orizzontale. Questa è una delle sue prime sperimentazioni volte a snaturare la prospettiva come si era venuta a configurare nel Quattrocento.
Negli anni settanta lo stile di Botticelli appare ormai pienamente delineato. Le sue opere successive si arricchiranno poi delle tematiche umanistiche e filosofiche in grandi commissioni affidategli da membri importanti della famiglia Medici, aprendo la sua stagione dei grandi capolavori.

### L'influenza neoplatonica

Venere e le tre Grazie offrono doni a una giovane, da villa Lemmi, oggi al Louvre

I neoplatonici offrirono la più convincente rivalutazione della cultura antica data fino a quel momento, riuscendo a colmare la frattura che si era venuta a creare tra i primi sostenitori del movimento umanista e la religione cristiana, che condannava l'antichità in quanto pagana; essi non solo riproposero con forza le "virtù degli antichi come modello etico" della vita civile, ma arrivarono a conciliare gli ideali cristiani con quelli della cultura classica, ispirandosi a Platone e alle varie correnti di misticismo tardo-pagano che attestavano la profonda religiosità delle comunità pre-cristiane.
L'influenza di queste teorie sulle arti figurative fu profonda; i temi della bellezza e dell'amore divennero centrali nel sistema neoplatonico perché l'uomo, spinto dall'amore, poteva elevarsi dal regno inferiore della materia a quello superiore dello spirito. In questo modo la mitologia fu pienamente riabilitata e le venne assegnata la stessa dignità dei temi di soggetto sacro, e ciò spiega anche il motivo per cui le decorazioni di carattere profano ebbero una così larga diffusione.
Venere, la dea più peccaminosa dell'Olimpo pagano, venne totalmente reinterpretata dai filosofi neoplatonici, e diventò uno dei soggetti raffigurati più frequentemente dagli artisti secondo una duplice tipologia: la Venere celeste, simbolo dell'amore spirituale che spingeva l'uomo verso l'ascesi, e la Venere terrena, simbolo dell'istintualità e della passione che lo ricacciavano verso il basso.
Un altro tema rappresentato di sovente fu la lotta tra un principio superiore e uno inferiore (ad esempio Marte ammansito da Venere o i mostri abbattuti da Ercole), secondo l'idea di una continua tensione dell'animo umano, sospeso tra virtù e vizi; l'uomo in pratica era tendenzialmente rivolto verso il bene, ma incapace di conseguire la perfezione e spesso insidiato dal pericolo di ricadere verso l'irrazionalità dettata dall'istinto; da questa consapevolezza dei propri limiti deriva perciò il dramma esistenziale dell'uomo neoplatonico, conscio di dover rincorrere per tutta la vita una condizione irraggiungibile in modo definitivo.
Botticelli divenne amico dei filosofi neoplatonici, ne accolse pienamente le idee e riuscì a rendere visibile quella bellezza da loro teorizzata, secondo la sua personale interpretazione dal carattere malinconico e contemplativo, che spesso non coincide con quella proposta da altri artisti legati a questo stesso ambiente culturale.

### Pisa
Nel 1474 Botticelli venne chiamato a Pisa per affrescare con un ciclo il Camposanto monumentale. Come prova della sua bravura gli venne chiesta una pala d'altare con l'Assunta, ma nessuna delle due commissioni venne mai portata a termine, per ragioni sconosciute.

### Al servizio dei Medici

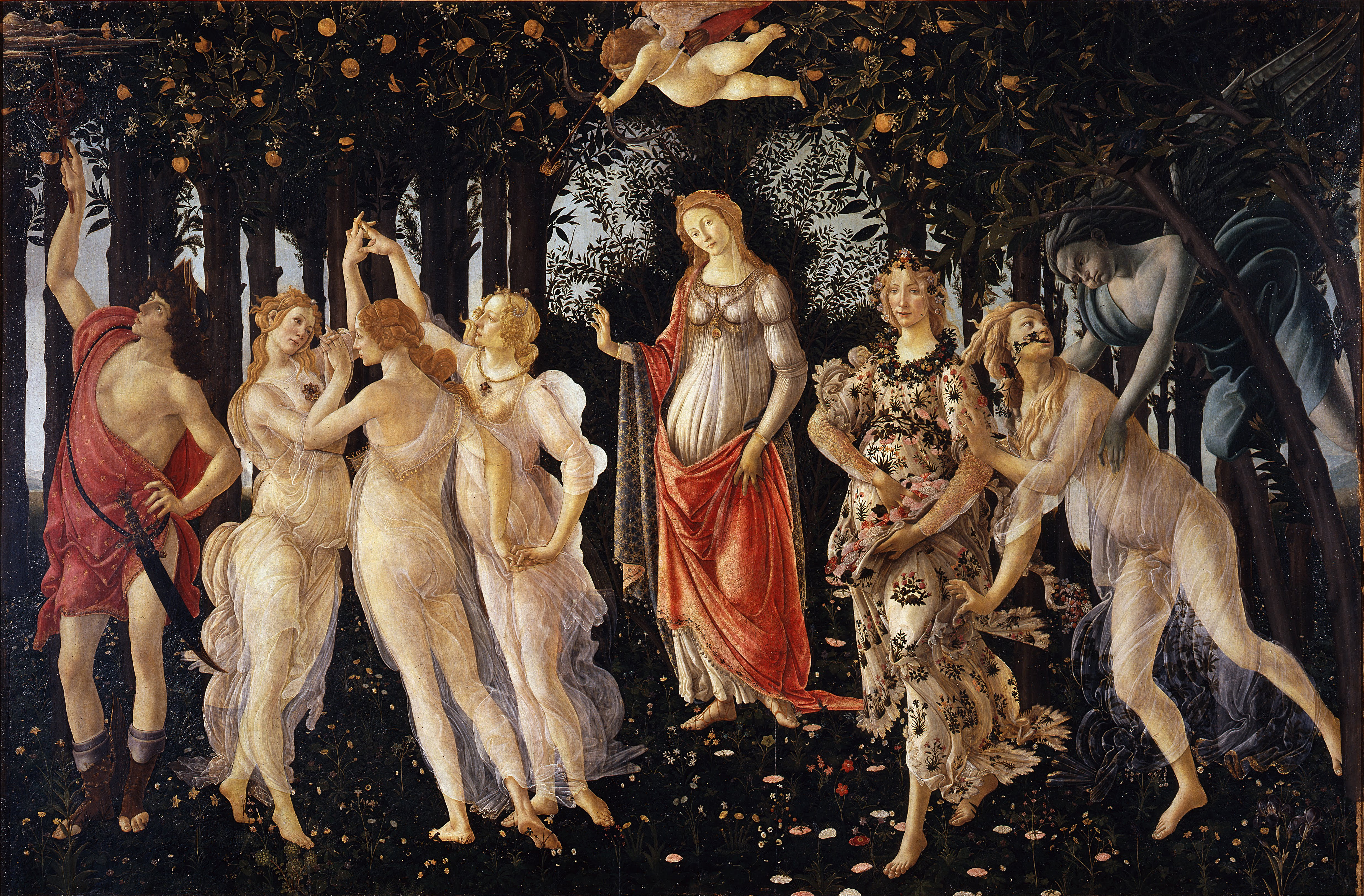
La Primavera

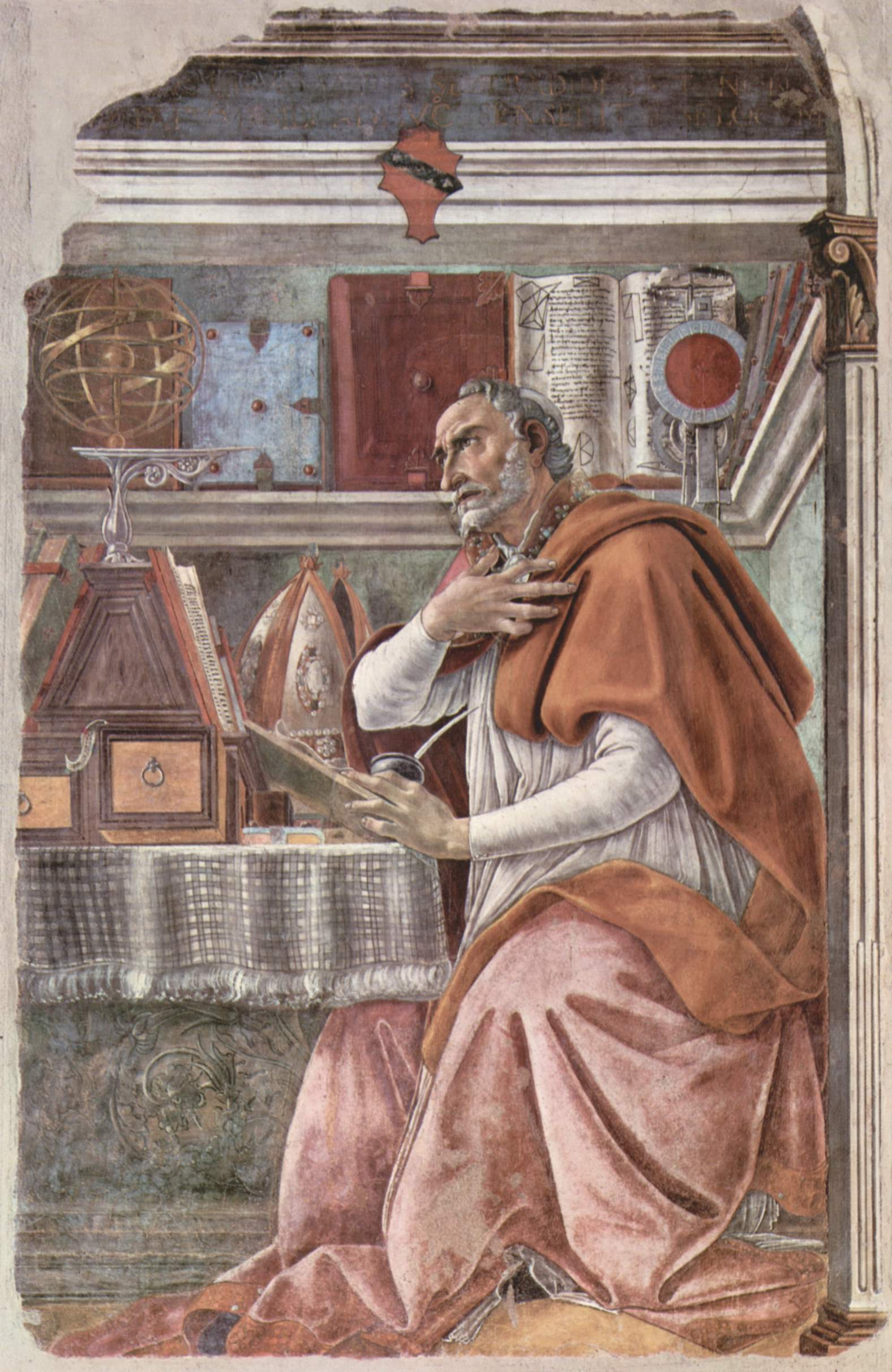
Sant'Agostino nello studio, dipinto per i Vespucci, alleati dei Medici

Le frequentazioni di Botticelli nella cerchia della famiglia dei Medici furono indubbiamente utili per garantirgli protezione e le numerose commissioni eseguite nell'arco di circa vent'anni. Nel 1475 dipinse il gonfalone per la giostra tenutasi in piazza Santa Croce raffigurante Simonetta Vespucci, musa dalla bellezza epica per tutta la carriera dell'artista, che fu vinto da Giuliano de' Medici. Nel 1478, dopo la congiura dei Pazzi in cui morì lo stesso Giuliano, a Botticelli fu chiesto di effigiare come appesi i condannati in contumacia su cartelloni da attaccare sul Palazzo della Signoria, lato Porta della Dogana, come anni prima aveva fatto Andrea del Castagno nel 1440 per il complotto antimediceo degli Albizi, che aveva valso all'artista il soprannome di "Andrea degli Impiccati".
Chiaro è come Sandro avesse pienamente abbracciato la causa dei Medici, che lo accolsero sotto la loro ala dandogli la possibilità di creare opere di grandissimo prestigio.
Particolarmente interessante per questo periodo è l'Adorazione dei Magi (1475), dipinta per la cappella funeraria di Gaspare Zanobi del Lama in Santa Maria Novella. Si tratta di un'opera molto importante perché introdusse una grande novità a livello formale, ossia la visione frontale della scena, con le figure sacre al centro e gli altri personaggi disposti prospetticamente ai lati; prima di questa infatti, si usava disporre i tre re e tutti gli altri membri del seguito lateralmente, a destra o a sinistra, in modo che i personaggi creassero una sorta di corteo, che ricordava l'annuale cavalcata dei Magi, una rappresentazione sacra che si teneva per le vie fiorentine.
Botticelli inserì, anche per volere del committente, un cortigiano dei Medici, i ritratti dei membri della famiglia, per cui si riconoscono Cosimo il Vecchio e i suoi figli Piero e Giovanni, mentre Lorenzo il Magnifico, Giuliano de' Medici e altri personaggi della corte medicea sono ritratti tra gli astanti, disposti ai lati a formare due quinte, raccordate dalle figure dei due Magi in primo piano al centro. Ma il motivo iconografico più innovativo è quello della capanna entro cui si trova la sacra famiglia, posta su un edificio diroccato, mentre sullo sfondo si intravedono le arcate di un'altra costruzione semidistrutta su cui ormai è nata l'erba; questo tema avrà in seguito larga diffusione e sarà ripreso anche da Leonardo per la sua Adorazione dei Magi e si basava su un episodio della Legenda Aurea, secondo cui l'imperatore Augusto, che si vantava di aver pacificato il mondo, incontrò un giorno una Sibilla che gli predisse l'arrivo di un nuovo re, che sarebbe riuscito a superarlo e ad avere un potere ben più grande del suo. Gli edifici in rovina sullo sfondo perciò rappresentano simbolicamente il mondo antico e il paganesimo, mentre la cristianità raffigurata nella scena della Natività si trova in primo piano perché essa costituisce il presente e il futuro del mondo; il dipinto costituisce oltretutto un'eccezionale giustificazione, sia in termini filosofici sia religiosi, del principato mediceo a Firenze, con una rappresentazione dinastica dei principali esponenti della famiglia nelle vesti dei Magi e degli altri astanti.

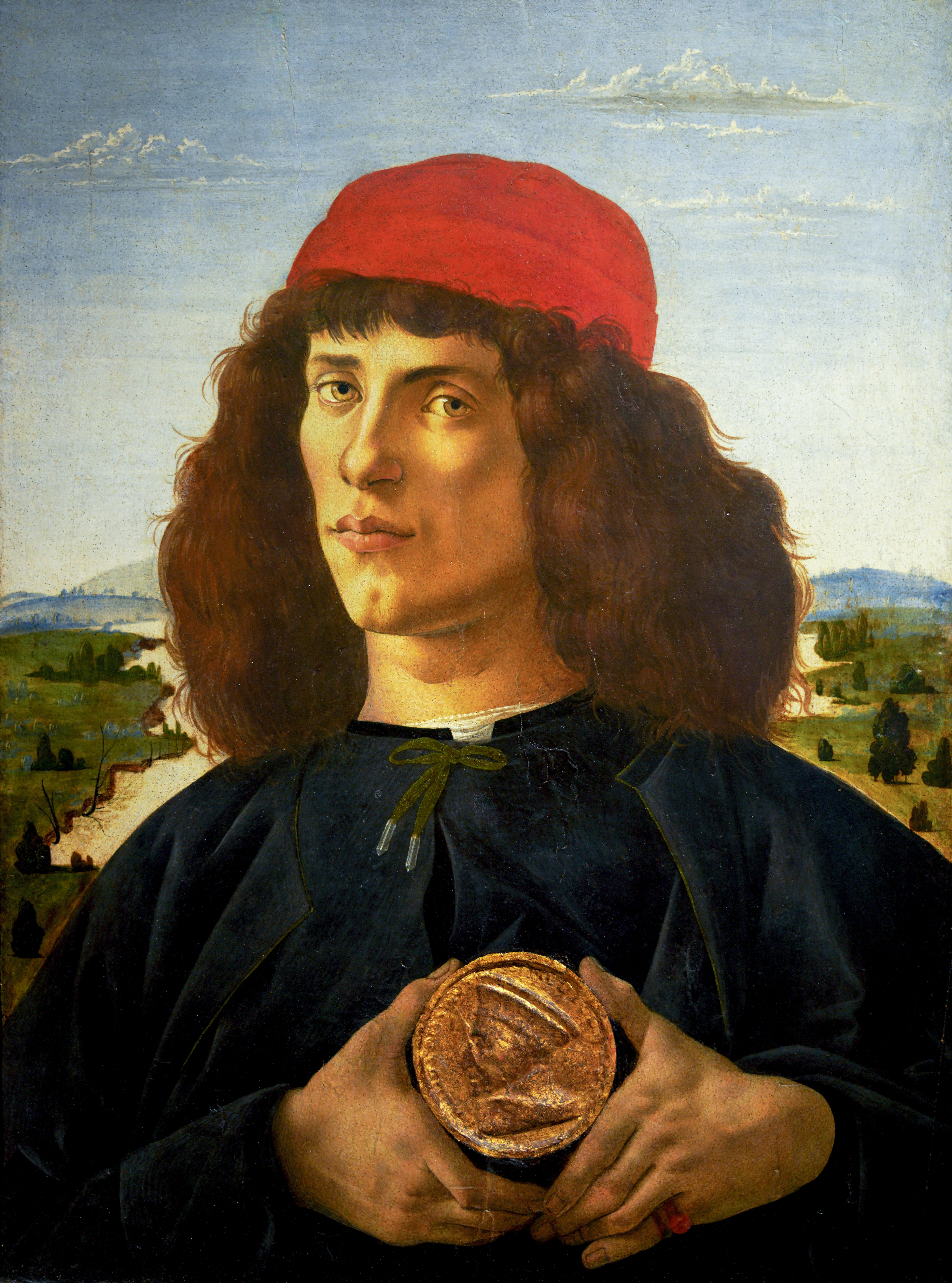
Ritratto d'uomo con medaglia di Cosimo il Vecchio

Riconducibili a questo periodo sono anche altre opere che, oltre a confermare i rapporti tra Botticelli e la cerchia neoplatonica, rivelano precise influenze fiamminghe sul pittore nel genere del ritratto. Nel primo, il Ritratto d'uomo con medaglia di Cosimo il Vecchio (1474-1475), il personaggio è raffigurato nella posa di tre quarti ed è vestito con il tipico abito della borghesia fiorentina dell'epoca; dopo varie ipotesi, oggi si ritiene che si tratti quasi certamente del fratello orafo di Botticelli, Antonio Filipepi, citato per l'appunto in alcuni documenti dell'archivio mediceo per la doratura di alcune medaglie (quella apposta in stucco sul dipinto venne coniata tra il 1465 e il 1469). L'unico esempio noto fino ad allora di questa tipologia di ritratto era quello eseguito dal pittore fiammingo Hans Memling intorno al 1470, con cui si riscontrano notevoli somiglianze.
Come era già successo in altri casi però, il richiamo ai modelli fiamminghi costituì il semplice punto di partenza per l'artista che tese in seguito ad astrarre sempre più le figure dal loro contesto.
Nel Ritratto di Giuliano de' Medici (1478), si notano ancora certe influenze fiamminghe, come la porta semiaperta sullo sfondo e la posa del soggetto, un richiamo al cromatismo e all'energico linearismo del Pollaiolo, ma la novità è rappresentata dalla tortora in primo piano che suggerisce una maggiore introspezione psicologica.
Il percorso stilistico di Botticelli in questo genere pittorico appare concluso nei ritratti successivi come dimostra il Ritratto di giovane, realizzato dopo il 1478 e dominato dal linearismo formale che non esita a sacrificare la storica conquista del primo Rinascimento fiorentino: lo sfondo è totalmente assente e l'immagine completamente trasfigurata da ogni contesto perché la terza dimensione non è più considerata indispensabile per conferire realismo alla scena.
Nella dichiarazione al Catasto del 1480 vengono citati un cospicuo numero di allievi e aiuti, dimostrando come la sua bottega fosse ormai ben avviata. A quell'anno risale il Sant'Agostino nello studio della chiesa di Ognissanti, commissionato dall'importante famiglia fiorentina dei Vespucci e caratterizzato da una forza espressiva che ricorda le migliori opere di Andrea del Castagno. In un libro aperto posto dietro la figura del santo si possono leggere alcune frasi su un frate che oggi vengono per lo più interpretate come uno scherzo che il pittore volle immortalare. All'anno successivo risale l'Annunciazione di San Martino alla Scala.

### Gli affreschi della Cappella Sistina

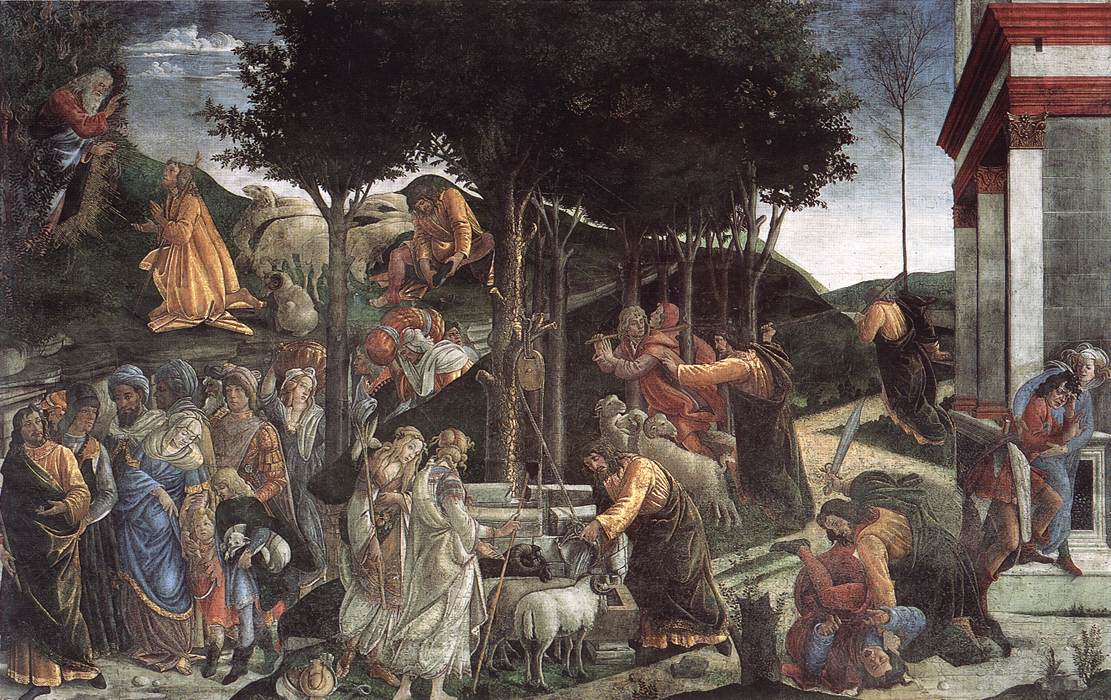
Prove di Mosè, 1481-1482, Cappella Sistina

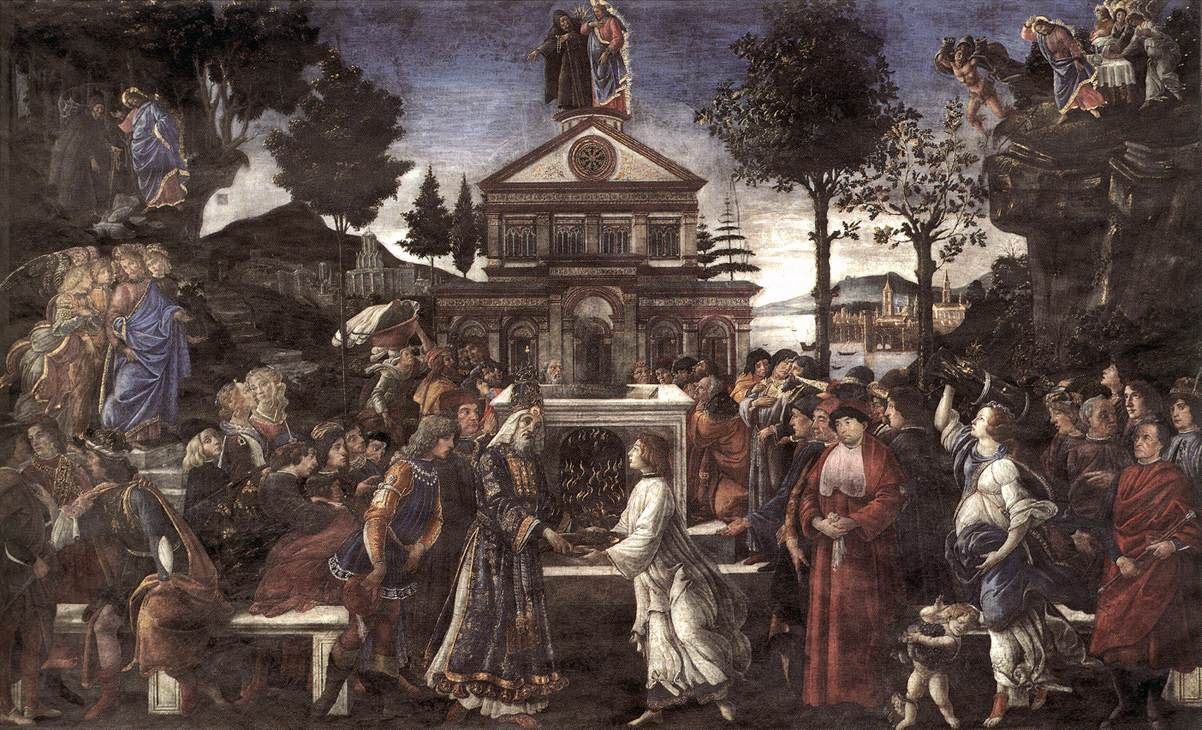
Prove di Cristo, 1481-1482, Cappella Sistina

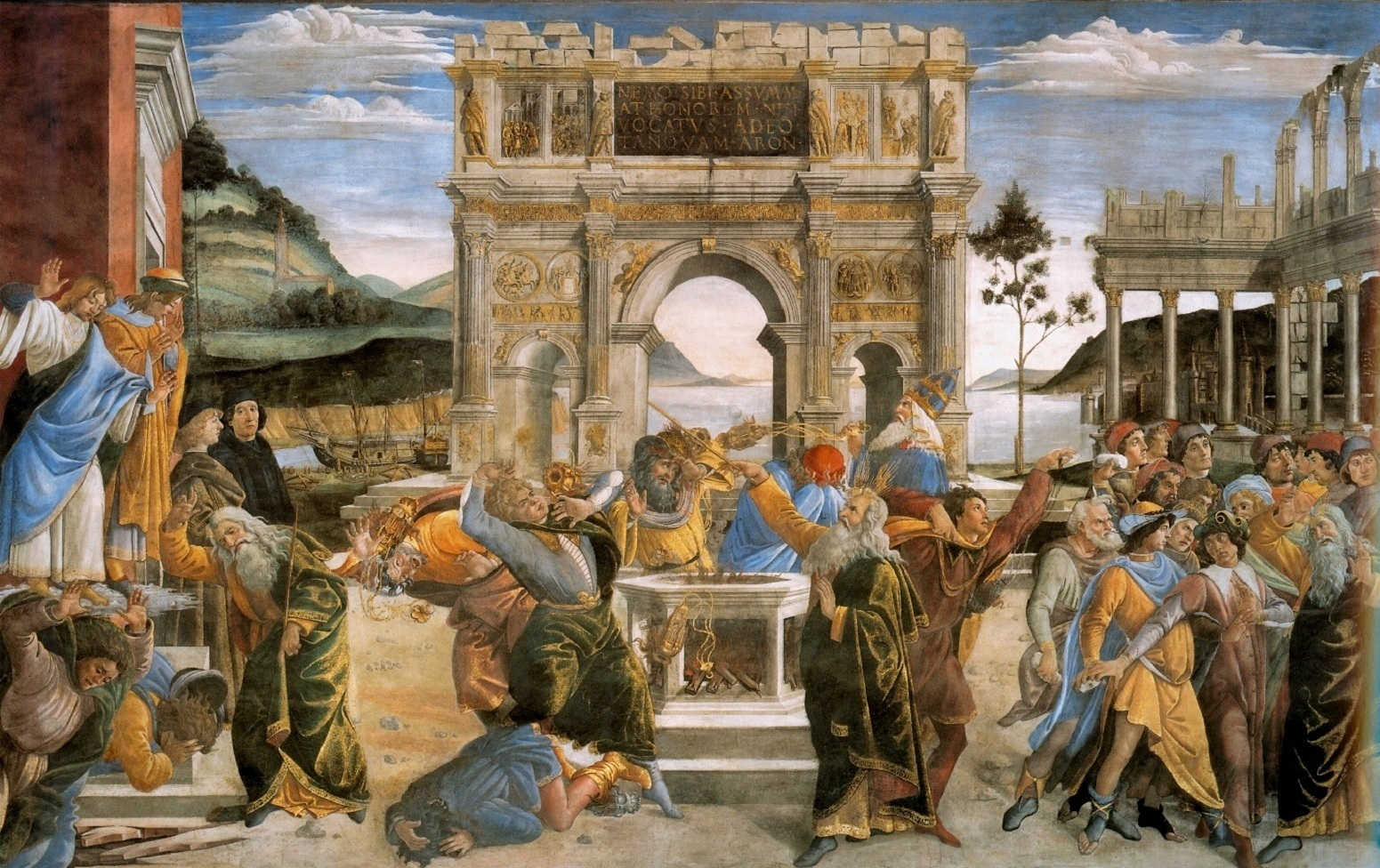
Punizione di Qorah, Dathan e Abiram, 1481-1482, Cappella Sistina

La politica riconciliativa di Lorenzo de' Medici verso gli alleati della Congiura dei Pazzi (soprattutto Sisto IV e Ferrante d'Aragona) si realizzò in maniera efficace anche attraverso scambi culturali, con l'invio dei più grandi artisti fiorentini nelle altre corti italiane, quali ambasciatori di bellezza, armonia e del primato culturale fiorentino.
Il 27 ottobre 1480 Botticelli, Cosimo Rosselli, Domenico Ghirlandaio, Pietro Perugino e i rispettivi collaboratori partirono per Roma per affrescare le pareti della Cappella Sistina. Il ciclo prevedeva la realizzazione di dieci scene raffiguranti le Storie della vita di Cristo e di Mosè e i pittori si attennero a comuni convenzioni rappresentative in modo da far risultare il lavoro omogeneo come l'uso di una stessa scala dimensionale, struttura ritmica e rappresentazione paesaggistica; inoltre utilizzarono accanto a un'unica gamma cromatica le rifiniture in oro in modo da far risplendere le pitture con i bagliori delle torce e delle candele. Secondo il programma iconografico voluto da Sisto IV, i vari episodi vennero disposti in modo simmetrico per consentire il confronto concettuale tra la vita di Cristo e quella di Mosè, in un continuo parallelismo tendente ad affermare la superiorità del Nuovo Testamento sul Vecchio e a dimostrare la continuità della legge divina che dalle tavole della Legge si trasfigurava nel messaggio evangelico cristiano e infine veniva tramandato da Gesù a san Pietro e da questi ai suoi successori cioè gli stessi pontefici.
Botticelli si vide assegnare tre episodi e il 17 febbraio 1482 gli venne rinnovato il contratto per le pitture, ma il 20 dello stesso mese morì suo padre, costringendolo a tornare a Firenze, da dove non ripartì.
I tre affreschi eseguiti da Botticelli, con ricorso ad aiuti che un'opera di tale vastità richiedeva, sono le Prove di Mosè, le Prove di Cristo e la Punizione di Qorah, Dathan e Abiram, oltre ad alcune figure di papi ai lati delle finestre (tra cui Sisto II) oggi molto deteriorate e ridipinte.
In generale negli affreschi della Sistina Botticelli risultò più debole e dispersivo, con difficoltà nel coordinare le forme e la narrazione, generando un insieme spesso frammentario, forse a causa dello spaesamento del pittore nell'operare su dimensioni e tematiche non congeniali e in un ambiente a lui estraneo.

### Il rientro a Firenze
Tornato a Firenze, Botticelli dovette manifestare la sua decisione di non tornare a Roma, impegnandosi in nuove commissioni per la sua città. Il 5 ottobre 1482 ricevette l'incarico di decorare, con alcuni dei più qualificati artisti del momento, quali Domenico Ghirlandaio, Perugino e Piero del Pollaiolo, la Sala dei Gigli in Palazzo Vecchio. Alla fine il Ghirlandaio fu l'unico a occuparsi dell'opera, e, per ragioni sconosciute, gli altri finirono col non prendervi parte.
In ogni caso il soggiorno romano ebbe una sicura influenza sull'evoluzione del suo stile, stimolando un rinnovato interesse per i motivi classici (derivato dalla visione diretta di sarcofagi antichi) e un più consapevole utilizzo degli elementi architettonici all'antica negli sfondi.

### La serie di Nastagio degli Onesti
L'anno successivo, nel 1483, Botticelli ricevette la commissione medicea per quattro pannelli da cassone con le storie di Nastagio degli Onesti, tratte da una novella del Decameron. Forse commissionate direttamente da Lorenzo il Magnifico, erano un regalo per il matrimonio celebrato tra Giannozzo Pucci e Lucrezia Bini nello stesso anno.
La trama della novella, ricca di elementi soprannaturali, consentì a Botticelli di fondere la vivacità narrativa della storia con un registro fantastico a lui non consueto e, nonostante in gran parte dell'esecuzione sia riscontrabile la mano di aiuti di bottega, il risultato è un'opera tra le più originali e interessanti della sua produzione artistica.
I quattro episodi della novella sono:
- Primo episodio: Nastagio vaga solo e addolorato in una pineta di Ravenna perché è stato respinto dalla figlia di Paolo Traversari, quando improvvisamente gli appare una donna inseguita da un cavaliere e dai suoi cani che la azzannano nonostante i suoi tentativi per difenderla.
- Secondo episodio: Nastagio (a sinistra) rimane inorridito quando vede che il cavaliere le strappa il cuore dal petto e lo dà in pasto ai suoi cani. Subito dopo miracolosamente la donna resuscita e l'inseguimento riprende (sullo sfondo al centro), finché non si ripete la stessa scena vista alcuni minuti prima. Nastagio chiede al cavaliere chi sia e lui gli rivela di essere un suo avo, Guido, suicidatosi dopo essere stato respinto dalla donna che amava; la punizione divina lo costringe pertanto insieme all'antica amata a riapparire nello stesso luogo per tanti anni quanti mesi la donna ne aveva deriso il sentimento.
- Terzo episodio: Nastagio decide di invitare a un banchetto nel luogo dell'apparizione i Traversari con la figlia; alla solita ora appaiono nuovamente il cavaliere e la donna e tutti gli ospiti inorridiscono davanti alla scena. Nastagio ne spiega i motivi e la figlia del Traversari, impaurita dalle conseguenze del suo rifiuto, acconsente finalmente a sposarlo.
- Quarto episodio: raffigura il ricco banchetto nuziale e sopra i capitelli si vedono gli stemmi della famiglia Pucci, dei Medici e dei Bini.

La serie di Nastagio degli Onesti
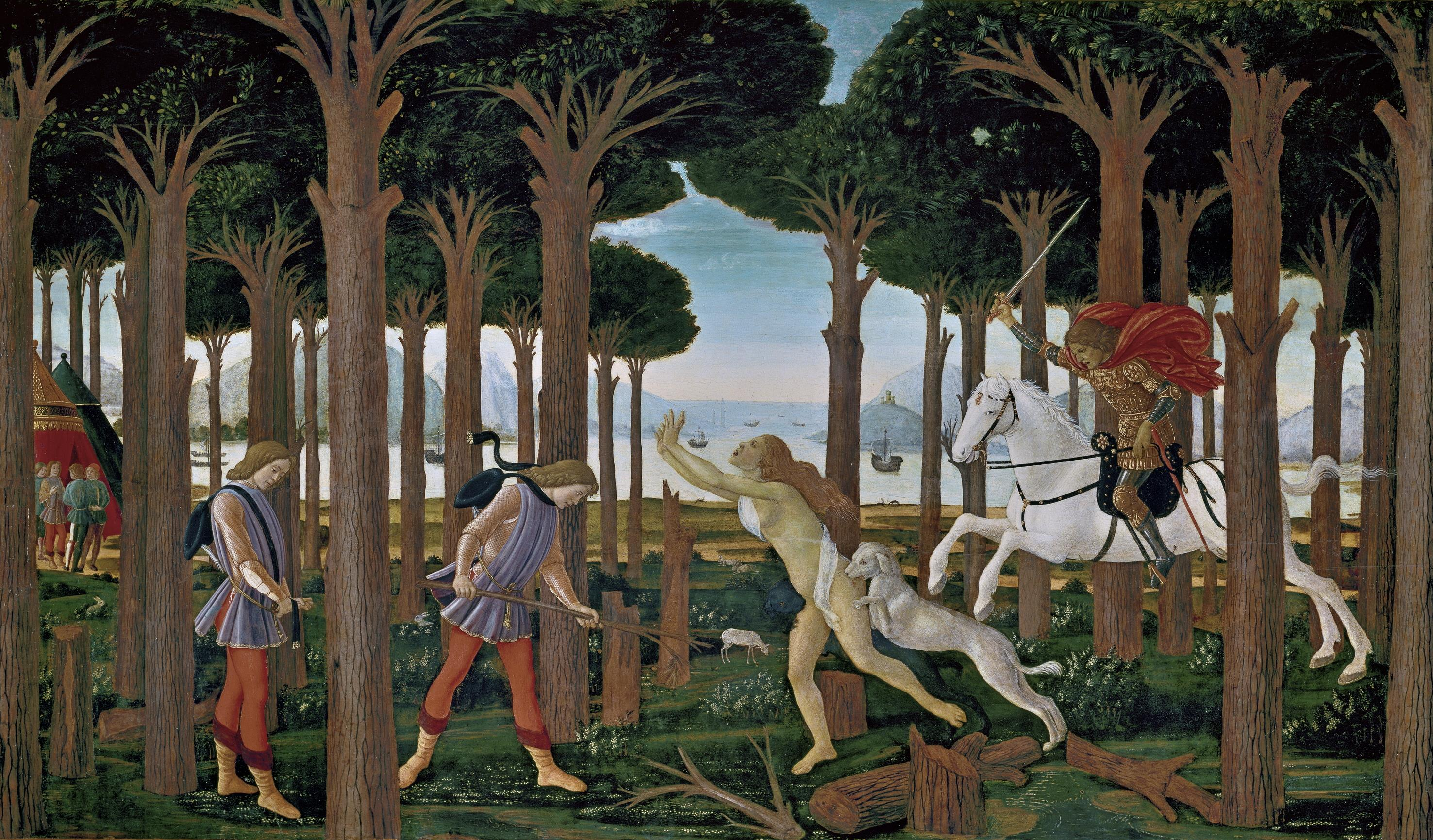
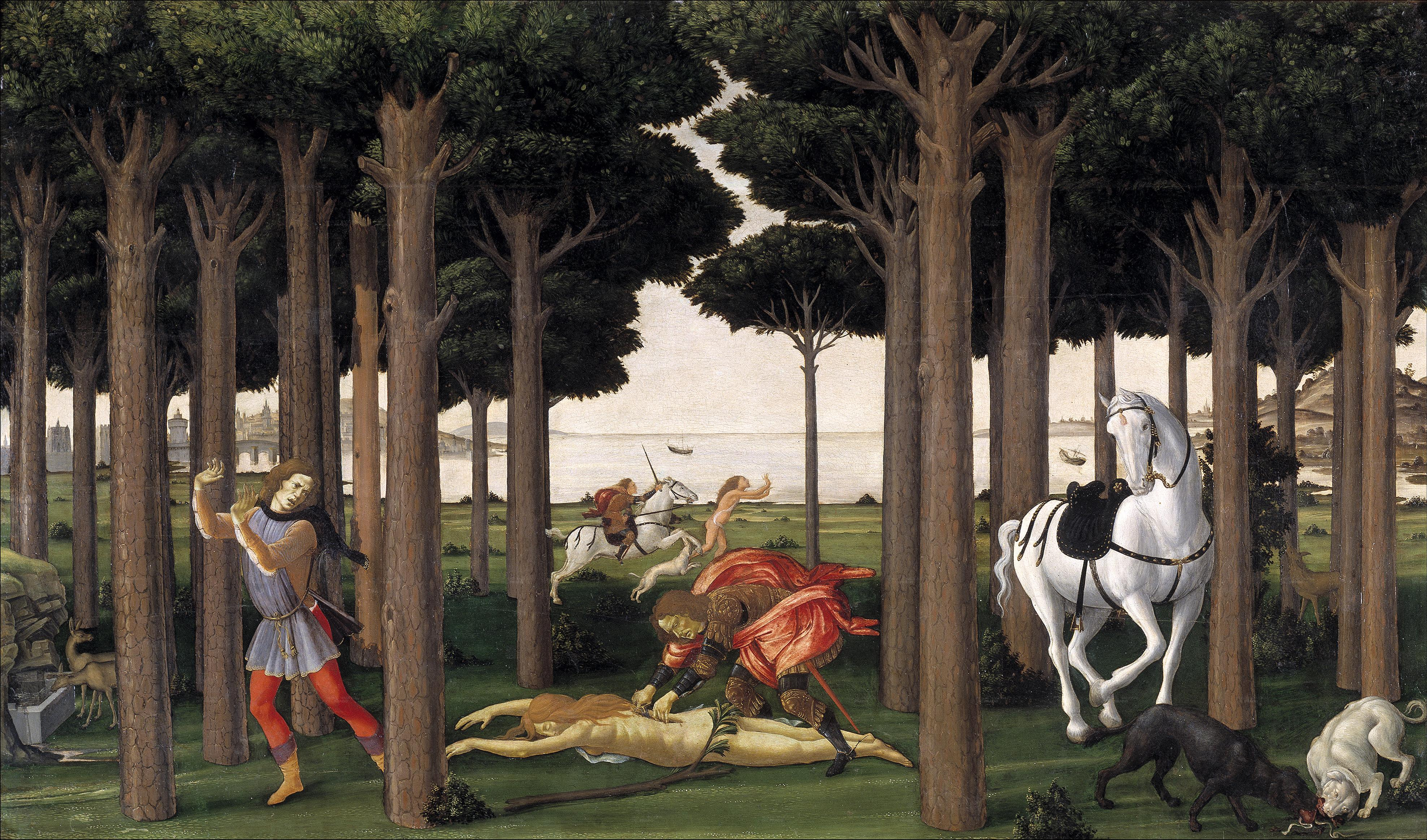
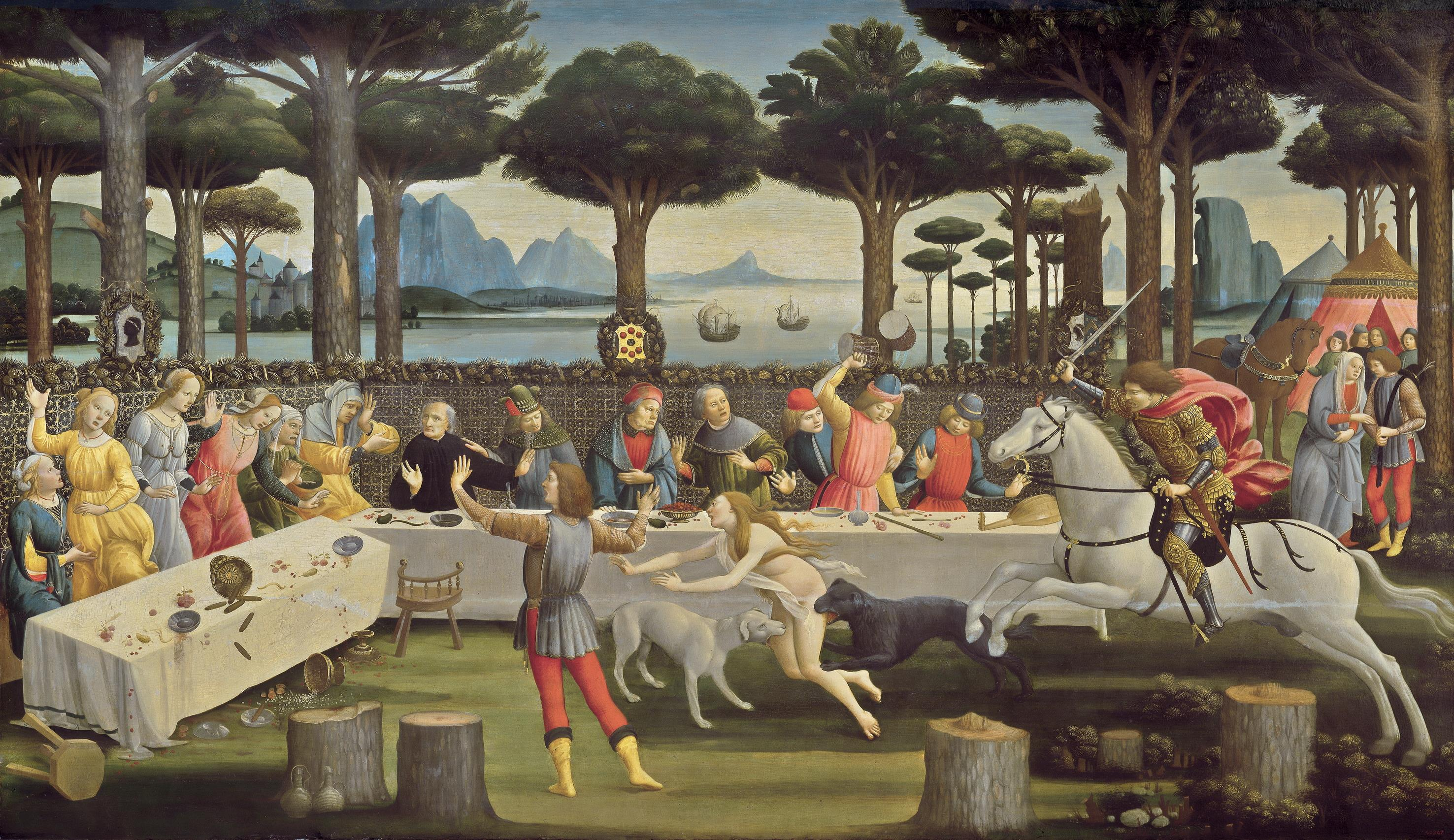
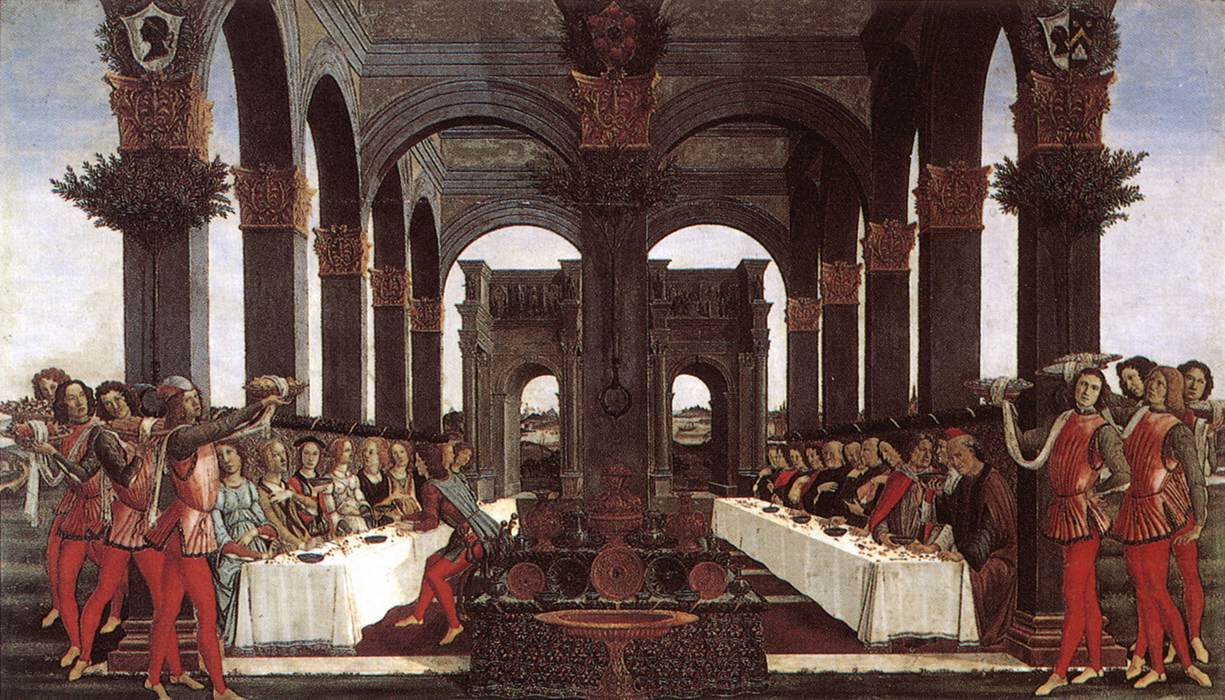

### La Villa di Spedaletto
Nel 1483 partecipò al più ambizioso programma decorativo avviato da Lorenzo il Magnifico, la decorazione della villa di Spedaletto, presso Volterra, dove vennero radunati i migliori artisti sulla scena fiorentina dell'epoca: Pietro Perugino, Domenico Ghirlandaio, Filippino Lippi e Botticelli. Gli affreschi, che avevano un carattere squisitamente mitologico, come è noto andarono completamente perduti.

### La serie mitologica

#### Primavera
La Primavera è una delle opere più famose di Botticelli. Non è chiaro se i due grandi dipinti, il primo su tavola, il secondo su tela, facessero pendant, come li vide Vasari verso il 1550 nella villa medicea di Castello.
Almeno per la Primavera pare assodato che fu commissionata da Lorenzo di Pierfrancesco de' Medici, cugino di secondo grado del Magnifico, che pure era stato allievo di Marsilio Ficino e che in seguito fece realizzare all'artista anche un ciclo di affreschi (perduto) nella villa. La Primavera ha un soggetto non pienamente chiarito, in cui i personaggi mitologici sottintendono varie teorie dell'Accademia neoplatonica e, probabilmente, anche alcuni riferimenti al committente e al suo matrimonio (1482).
Una delle interpretazioni più verosimili vede il gruppo di figure come una rappresentazione dell'amor carnale istintivo (del gruppo di destra), che pure innesca il cambiamento in natura (la trasformazione in Flora-Primavera) e viene poi sublimato, sotto lo sguardo di Venere ed Eros al centro, in qualcosa di più perfetto (le Grazie, simbolo dell'Amore perfetto), mentre a sinistra Mercurio scaccia le nubi col caduceo per una primavera senza fine. Venere sarebbe dunque l'ideale umanistico dell'amore spirituale, in una prospettiva purificatoria ascendente.
Il mito viene descritto in termini moderni, con una scena idilliaca dominata da ritmi ed equilibri formali sapientemente calibrati, come la linea armonica che definisce i panneggi, i gesti, i profili elegantissimi, fino a esaurirsi nel gesto di Mercurio. Le figure spiccano con nitidezza sullo sfondo scuro, con una spazialità semplificata che ricorda gli arazzi, nella quale si colgono i primi segni della crisi del mondo prospettico-razionale del primo Quattrocento verso un più libero inserimento delle figure nello spazio.

#### Nascita di Venere

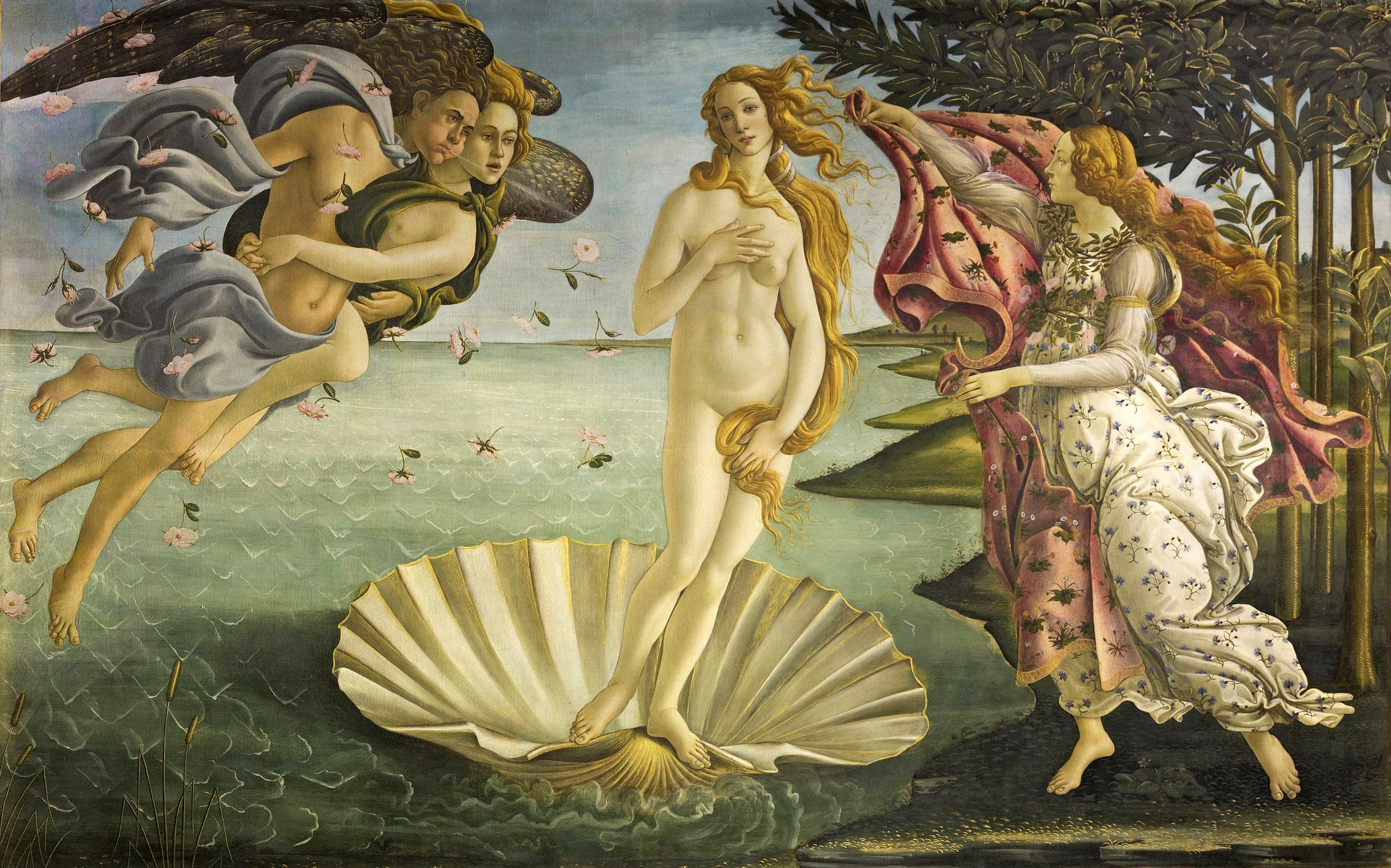
La Nascita di Venere

Risale a un momento immediatamente successivo una delle opere più celebri dell'artista e del Rinascimento italiano in generale, la Nascita di Venere, databile, come la Primavera, nell'arco che va dal 1477 al 1485 circa. Le teorie più recenti rendono le due opere praticamente contemporanee, anche se è difficile che Botticelli abbia concepito i due dipinti entro il medesimo programma figurativo, anche per le differenze nella tecnica e nello stile. Contrariamente alla Primavera, la Nascita di Venere non è citata negli inventari medicei del 1498, 1503 e 1516, ma sempre grazie alla testimonianza del Vasari nelle Vite sappiamo che si trovava nella Villa di Castello nel 1550, quando egli vide le due opere esposte insieme nella residenza di campagna del ramo cadetto della famiglia.
Per quanto riguarda l'interpretazione, la scena rappresenterebbe il momento appena precedente a quello della Primavera (l'insediamento di Venere nel giardino di Amore), cioè quello dell'approdo dopo la nascita dalla spuma del mare alle coste dell'Isola di Cipro, sospinta dall'unione dei venti Zefiro e Aura, e accolta da una delle Ore che le sta stendendo un ricco mantello intessuto di fiori addosso. Molti storici sembrano concordare sul legame strettissimo tra il dipinto e un passo delle Stanze del Poliziano: la coincidenza quasi assoluta tra il racconto e la tela confermerebbe che si tratti di un'illustrazione relativa al poema del filosofo neoplatonico, con gli impliciti richiami agli ideali sull'amore che caratterizzavano questa corrente di pensiero.
La nascita di Venere sarebbe pertanto la venuta alla luce dell'Humanitas, intesa come allegoria dell'amore quale forza motrice della Natura. La figura della dea, rappresentata nella posa di Venus pudica (ossia mentre copre la sua nudità con le mani e i lunghi capelli biondi), è la personificazione della Venere celeste, simbolo di purezza, semplicità e bellezza disadorna dell'anima. Si tratta di uno dei concetti fondamentali dell'umanesimo neoplatonico, che ritorna sotto diversi aspetti anche in altri due dipinti del Botticelli realizzati all'incirca nello stesso periodo: la Pallade e il centauro e Venere e Marte.
La composizione è estremamente bilanciata e simmetrica, il disegno è basato su linee elegantissime che creano giochi decorativi sinuosi e aggraziati. In ogni caso l'attenzione al disegno non si risolve mai in effetti puramente decorativi, ma mantiene un riguardo verso la volumetria e la resa veritiera dei vari materiali, soprattutto nelle leggerissime vesti. Il colore chiaro e nitido, derivato dalla particolare tecnica che imita l'affresco, intride di luce le figure, facendone risaltare la purezza penetrante della bellezza. Ancora più che nella Primavera, la spazialità dello sfondo è piatta, bloccando le figure in una magica sospensione. La progressiva perdita dei valori prospettici fa collocare quest'opera dopo la Primavera, in una fase in cui la "crisi" che investirà Firenze alla fine del secolo, è già più che mai avviata.

#### Pallade e il centauro

Pallade e il centauro

Anche Pallade e il centauro (1482-84) è citata tra le opere presenti nel palazzo di Via Larga negli inventari medicei insieme alla Primavera; in base al pensiero neoplatonico, supportato da alcuni scritti di Marsilio Ficino, la scena potrebbe essere considerata come l'Allegoria della Ragione, di cui è simbolo la dea che vince sull'istintualità raffigurata dal centauro, creatura mitologica per metà uomo e per metà bestia.
È stata però proposta anche un'altra lettura in chiave politica del dipinto, che rappresenterebbe sempre in modo simbolico l'azione diplomatica svolta da Lorenzo il Magnifico in quegli anni, impegnato a negoziare una pace separata con il Regno di Napoli per scongiurare la sua adesione alla lega antifiorentina promossa da Sisto IV; in questo caso, il centauro sarebbe Roma e la dea la personificazione di Firenze (va notato infatti che essa porta l'alabarda e ha la veste decorata con l'insegna personale di Lorenzo), mentre sullo sfondo si dovrebbe riconoscere il golfo di Napoli.

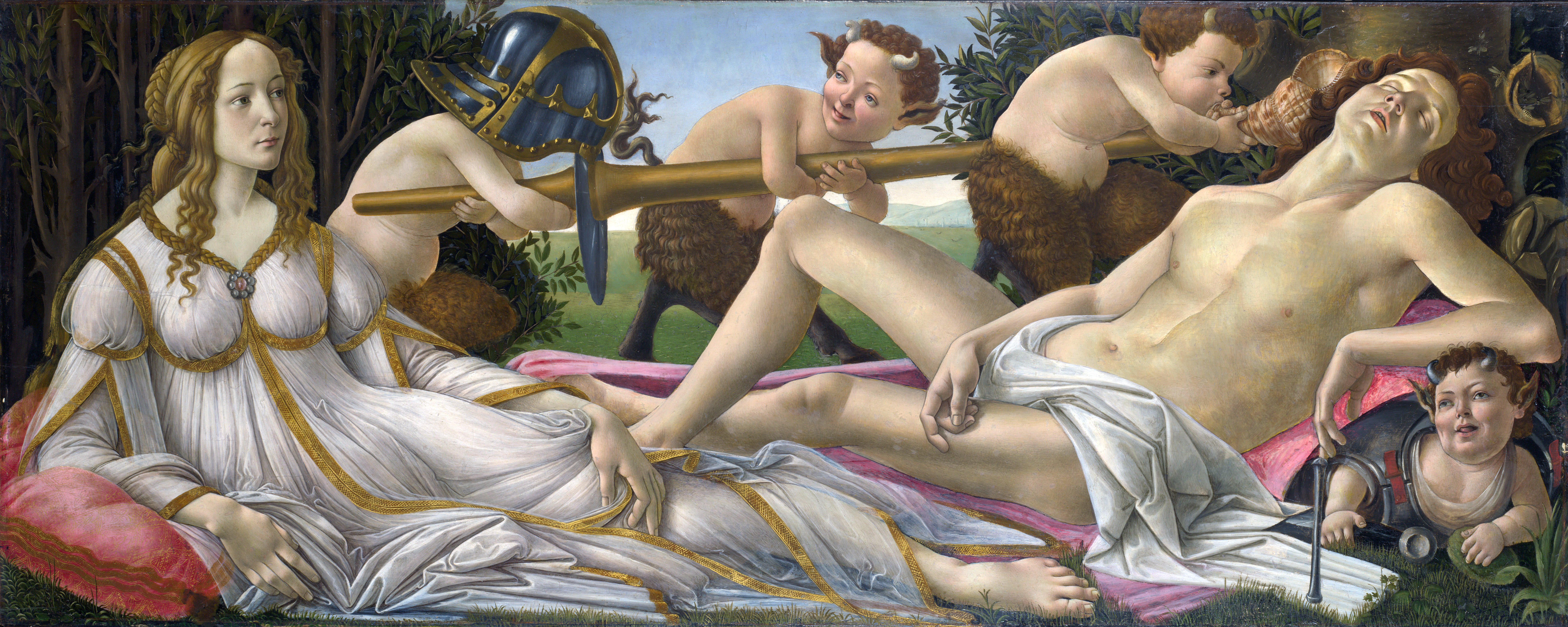
Venere e Marte

#### Venere e Marte
È una lettura essenzialmente in chiave filosofica quella invece proposta per un'altra allegoria raffigurante Venere e Marte, distesi su un prato e circondati da un gruppetto di satiri giocherelloni; la fonte d'ispirazione di Botticelli sembra ragionevolmente essere il Symposium di Ficino, in cui si sosteneva la superiorità della dea Venere, simbolo di amore e di concordia, sul dio Marte, simbolo di odio e discordia (era infatti il dio della guerra per gli antichi).
I satiri sembrano tormentare Marte disturbando il suo sonno, mentre ignorano del tutto Venere, vigile e cosciente; questa scena sarebbe la figurazione di un altro degli ideali cardine del pensiero neoplatonico, ossia l'armonia dei contrari, costituita dal dualismo Marte-Venere, anche se il critico Plunkett ha messo in evidenza come il dipinto riprenda puntualmente un passo dello scrittore greco Luciano di Samosata, in cui viene descritto un altro dipinto raffigurante Le nozze di Alessandro e Rossane. L'opera potrebbe dunque essere stata realizzata per il matrimonio di un membro della famiglia Vespucci, protettrice dei Filipepi (come dimostrerebbe l'inconsueto motivo delle api in alto a destra) e quindi questa iconografia sarebbe stata scelta come augurio nei confronti della sposa.

### LaMadonna del Magnificat

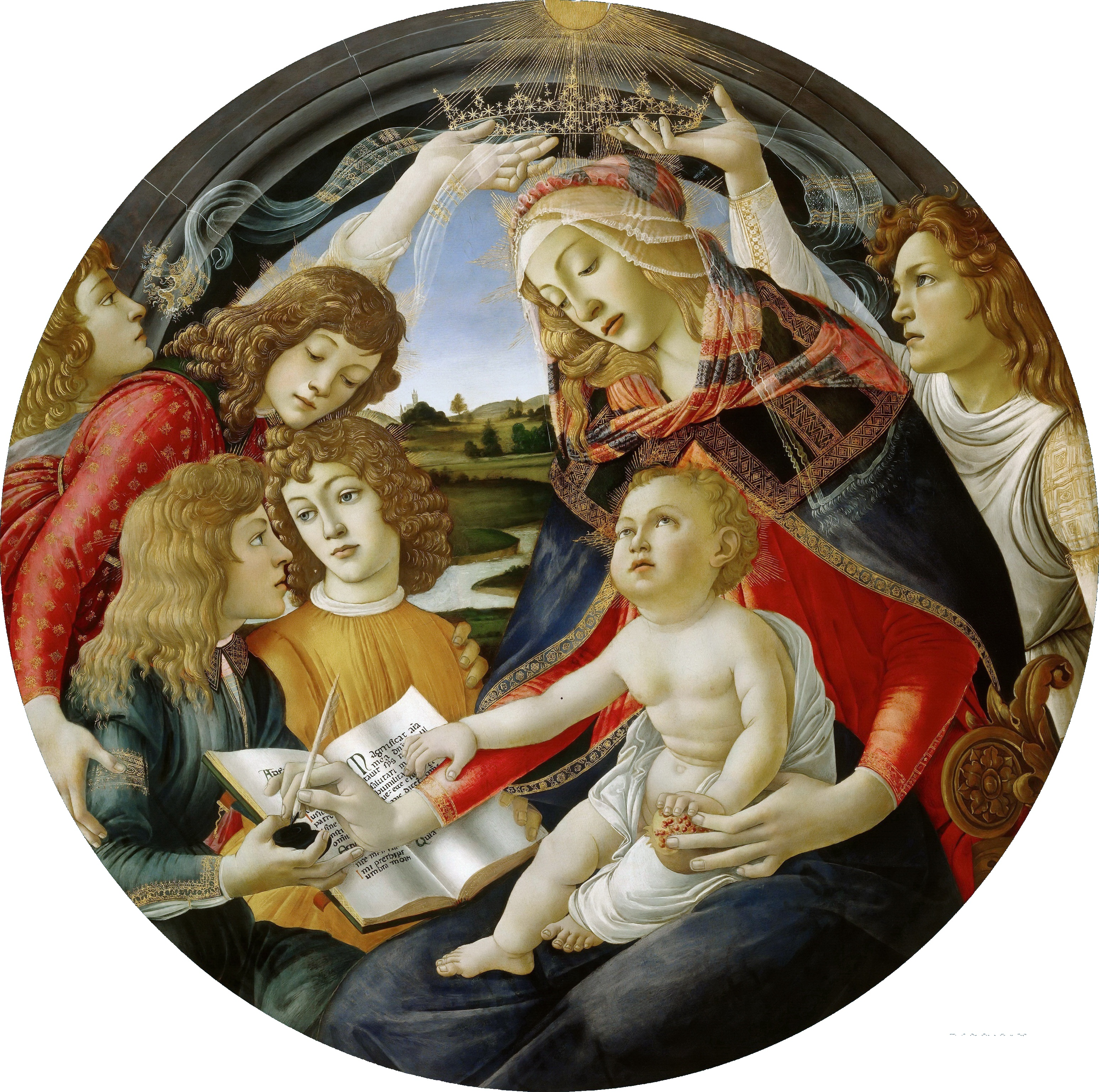
Madonna del Magnificat

Lo spirito filosofico che pare avvolgere tutte le opere di Botticelli nella prima metà degli anni ottanta, si estese anche a quelle di carattere religioso; ne è un significativo esempio il tondo con la Madonna del Magnificat, eseguita tra il 1483 e il 1485 e dove secondo André Chastel egli cercò di coniugare il naturalismo classico con lo spiritualismo cristiano.
La Vergine è al centro, riccamente abbigliata, con la testa coperta da veli trasparenti e stoffe preziose e i suoi capelli biondi si intrecciano con la sciarpa annodata sul petto; il nome del dipinto deriva dalla parola "Magnificat" che compare su un libro retto da due angeli, abbigliati come paggi che porgono alla Madonna il calamaio, mentre il Bambino osserva la madre e con la mano sinistra afferra una melagrana, simbolo della resurrezione.
Sullo sfondo s'intravede un paesaggio attraverso una finestra di forma circolare; la cornice di pietra dipinta schiaccia le figure in primo piano, che assecondano il movimento circolare della tavola in modo da far emergere le figure dalla superficie del dipinto, come se l'immagine fosse riflessa in uno specchio convesso e allo stesso tempo la composizione è resa ariosa grazie alla disposizione dei due angeli reggilibro in primo piano che conducono attraverso un'ideale diagonale verso il paesaggio sullo sfondo.
Un'altra committenza pubblica lo tenne occupato fino al 1487: si tratta di un tondo per la sala delle Udienze della Magistratura dei Massai di Camera in Palazzo Vecchio, forse la Madonna della melagrana.

### La crisi irreversibile

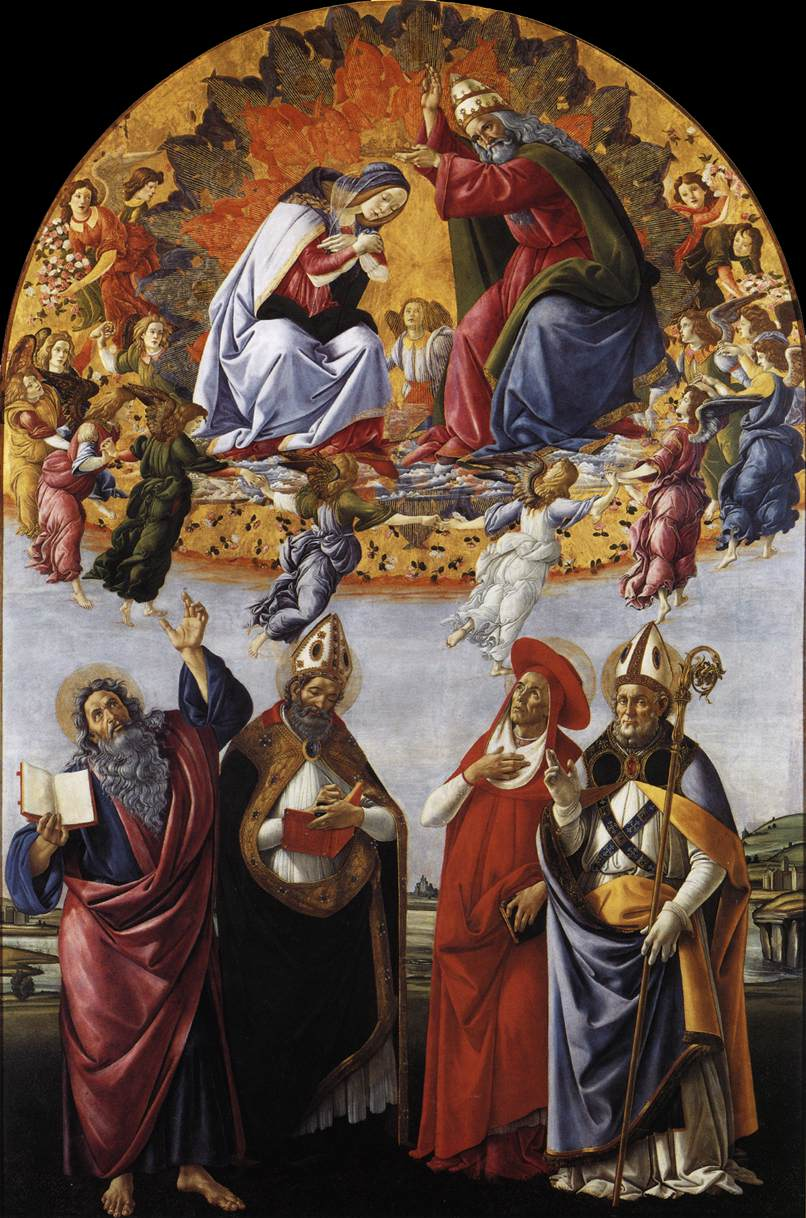
Incoronazione della Vergine (Pala di San Marco)

A partire da questo periodo la produzione del pittore iniziò a rivelare i primi segni di una crisi interiore che culminò nell'ultima fase della sua carriera in un esasperato misticismo, volto a rinnegare lo stile per il quale egli si era contraddistinto nel panorama artistico fiorentino dell'epoca. La comparsa sulla scena politico-religiosa del predicatore ferrarese Savonarola determinò, soprattutto dopo la morte di Lorenzo il Magnifico (1492), un profondo ripensamento della cultura precedente, condannando i temi mitologici e pagani, la libertà nei costumi, l'ostentazione del lusso. Il frate attaccò duramente i costumi e la cultura del tempo, predicendo morte e l'arrivo del giudizio divino, e imponendo penitenza ed espiazione dei propri peccati. La discesa di Carlo VIII di Francia (1494) sembrò far avverare le sue profezie, per cui, al culmine del prestigio personale, Savonarola riuscì a fomentare la sommossa che scacciò Piero il Fatuo restaurando la Repubblica fiorentina, nella cui organizzazione pare che il frate diede un contributo sostanziale.
Botticelli fu, insieme a molti altri artisti come Fra Bartolomeo e il giovane Michelangelo, profondamente influenzato dal nuovo clima. Si infransero le sicurezze fornite dall'umanesimo quattrocentesco, a causa del nuovo e turbato clima politico e sociale. Nel 1497 e 1498 i seguaci di Savonarola organizzarono diversi «roghi delle vanità», che non solo dovettero impressionare molto il pittore, ma innescarono in lui grossi sensi di colpa per aver dato volto a quel magistero artistico così aspramente condannato dal frate.
L'avversità del Vaticano con il papa Alessandro VI e di altri Stati italiani misero in crisi la popolarità del frate che, abbandonato dai suoi stessi concittadini, finì per essere scomunicato e poi condannato all'impiccagione e al rogo dopo un processo fortemente pilotato, subendo il supplizio in piazza della Signoria il 23 maggio 1498.

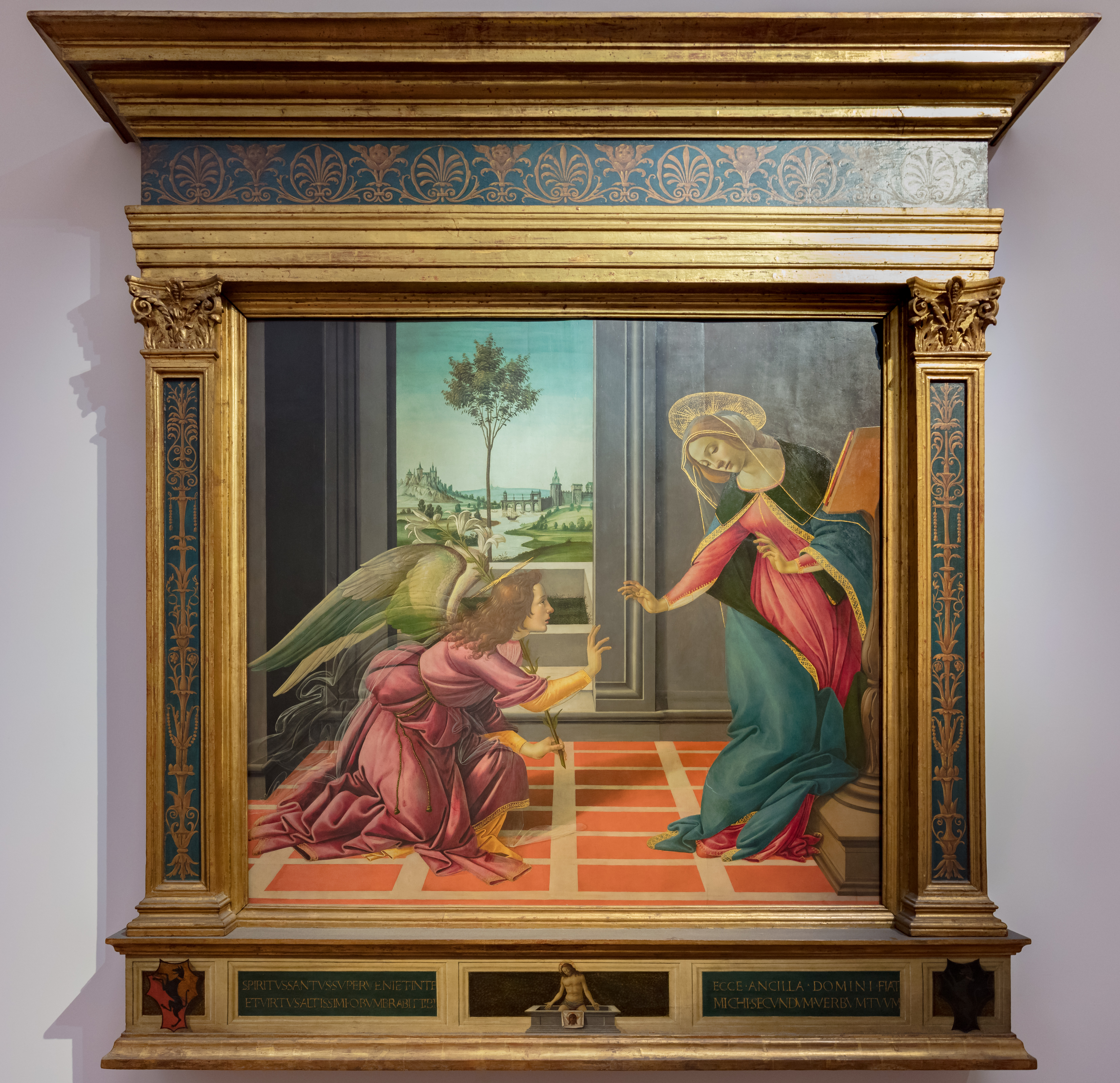
Annunciazione di Cestello

Che Botticelli fosse seguace militante del frate domenicano non è documentato, ma si trova un accenno della sua perorazione della causa savonaroliana nella Cronaca di Simone Filipepi in cui l'artista è rappresentato in un dialogo in cui trova ingiusta la condanna del frate. Alcune tematiche del frate domenicano si trovano dopotutto in sue opere più tarde, come la Natività mistica e la Crocifissione simbolica, che testimoniano almeno una sua forte ammirazione verso tale personalità. Non dovette essere un caso che dopo il 1490 Botticelli cambiò le tematiche della sua arte dedicandosi esclusivamente a temi sacri.
Le Madonne acquistano una fisionomia più che mai alta e longilinea, con lineamenti più affilati che danno loro un carattere ascetico (Madonna Bardi, Pala di San Barnaba, 1485 circa), che dimostrano un più marcato plasticismo e uso del chiaroscuro oltre all'accentuata espressività dei personaggi. In altri casi il pittore arriva a ripristinare un arcaico fondo oro, come nella Pala di San Marco (1488-1490). A questi anni è sicuramente datata l'Annunciazione di Cestello (1489-1490). Il 13 ottobre 1490 fu multato dagli Ufficiali di Notte e Monasteri, specializzati nel sanzionare i reati contro la moralità, per un'infrazione "contra ordinamenta" non specificata. Tra gli incarichi pubblici di quegli anni ci furono la decorazione a mosaico della Cappella di San Zanobi in Santa Maria del Fiore, eseguita poi da David Ghirlandaio, Gherardo e Monte di Giovanni, e la partecipazione alla commissione, con Lorenzo di Credi, Ghirlandaio, Perugino e Alesso Baldovinetti, per valutare i progetti per la facciata del Duomo, mai realizzata fino al XIX secolo.

#### La Calunnia

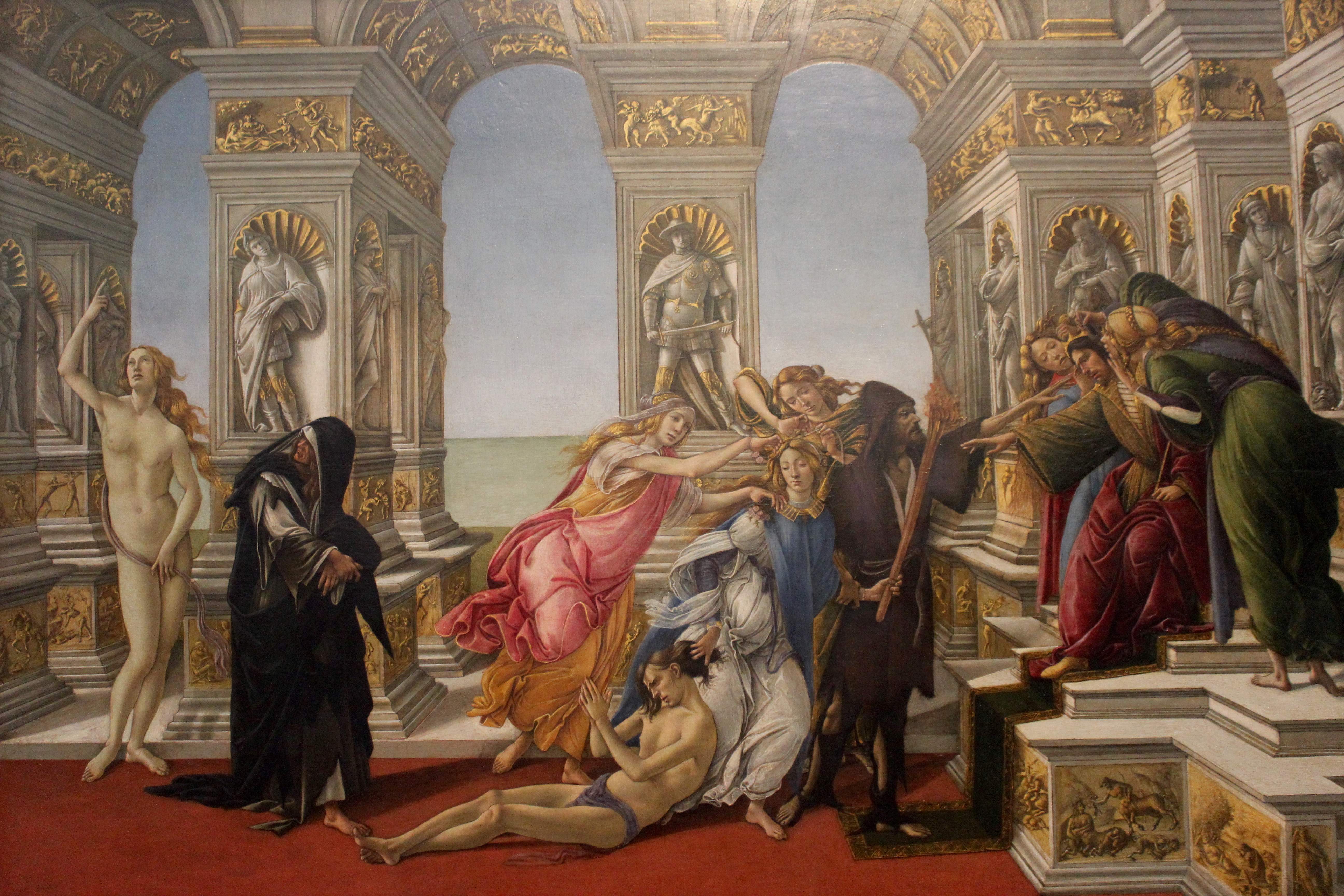
La Calunnia

Il vero "spartiacque" tra le due maniere però è la cosiddetta Calunnia eseguita tra il 1490 e il 1495, un dipinto allegorico tratto da Luciano, e riportato nel trattato dell'Alberti che alludeva alla falsa accusa rivolta da un rivale al pittore antico Apelle, di aver cospirato contro Tolomeo Filopatore.
La complessa iconografia riprende anche stavolta fedelmente l'episodio originale e la scena viene inserita all'interno di una grandiosa aula, riccamente decorata di marmi e rilievi e affollata di personaggi; il quadro va letto da destra verso sinistra: il re Mida (riconoscibile dalle orecchie d'asino), nelle vesti del cattivo giudice, è seduto sul trono, consigliato da Ignoranza e Sospetto; davanti a lui sta il Livore, l'uomo con il cappuccio nero e la torcia in mano; dietro a lui è la Calunnia, donna molto bella e che si fa acconciare i capelli da Perfidia e Frode, mentre trascina a terra il Calunniato impotente; la vecchia sulla sinistra è la Penitenza e l'ultima figura di donna sempre a sinistra è la Verità, con lo sguardo rivolto al cielo, come a indicare l'unica vera fonte di giustizia.
Nonostante la perfezione formale del dipinto, la scena si caratterizza innanzitutto per un forte senso di drammaticità; l'ambientazione fastosa concorre a creare una sorta di "tribunale" della storia, in cui la vera accusa sembra essere rivolta proprio al mondo antico, dal quale pare essere assente la giustizia, uno dei valori fondamentali della vita civile.
È una constatazione amara, che rivela tutti i limiti della saggezza umana e dei principi etici del classicismo, non del tutto estranea alla filosofia neoplatonica, ma che qui viene espressa con toni violenti e patetici, che vanno ben oltre la semplice espressione di malinconia notata sui volti dei personaggi delle opere giovanili di Botticelli.

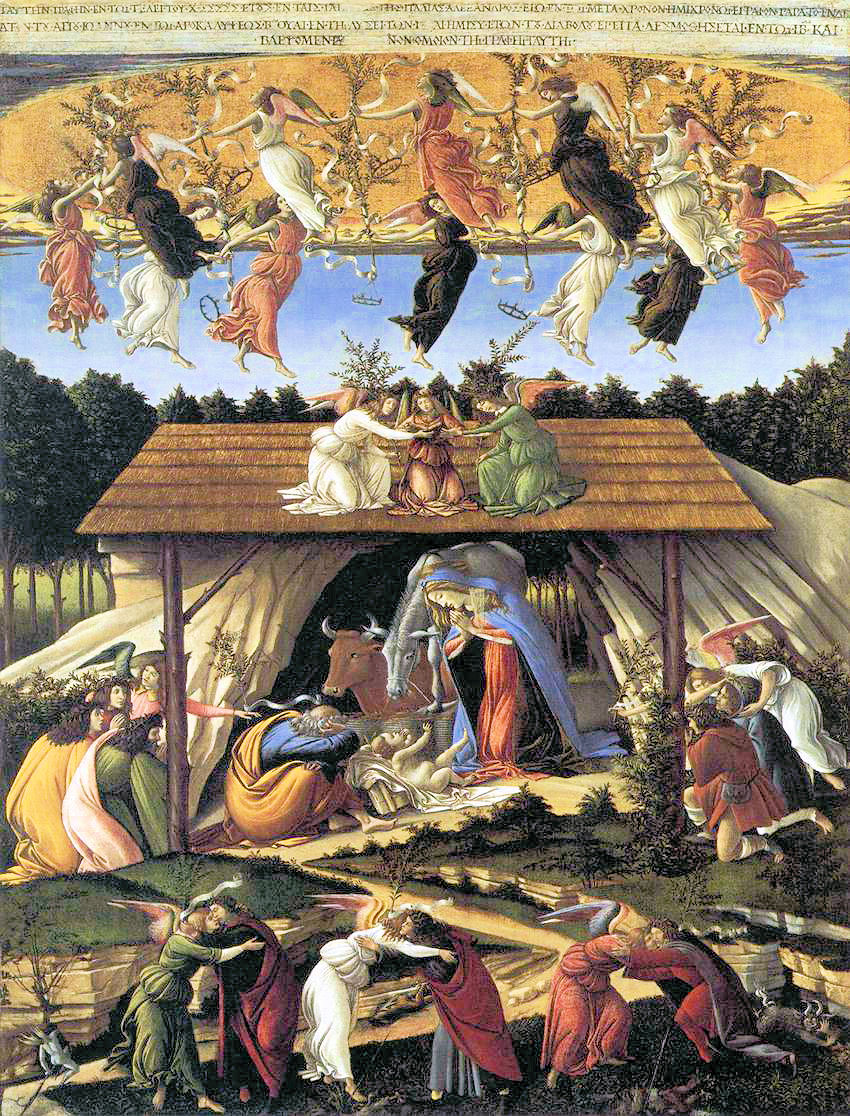
Natività mistica, 1501, Londra, National Gallery

#### Il Compianto e la Natività mistica

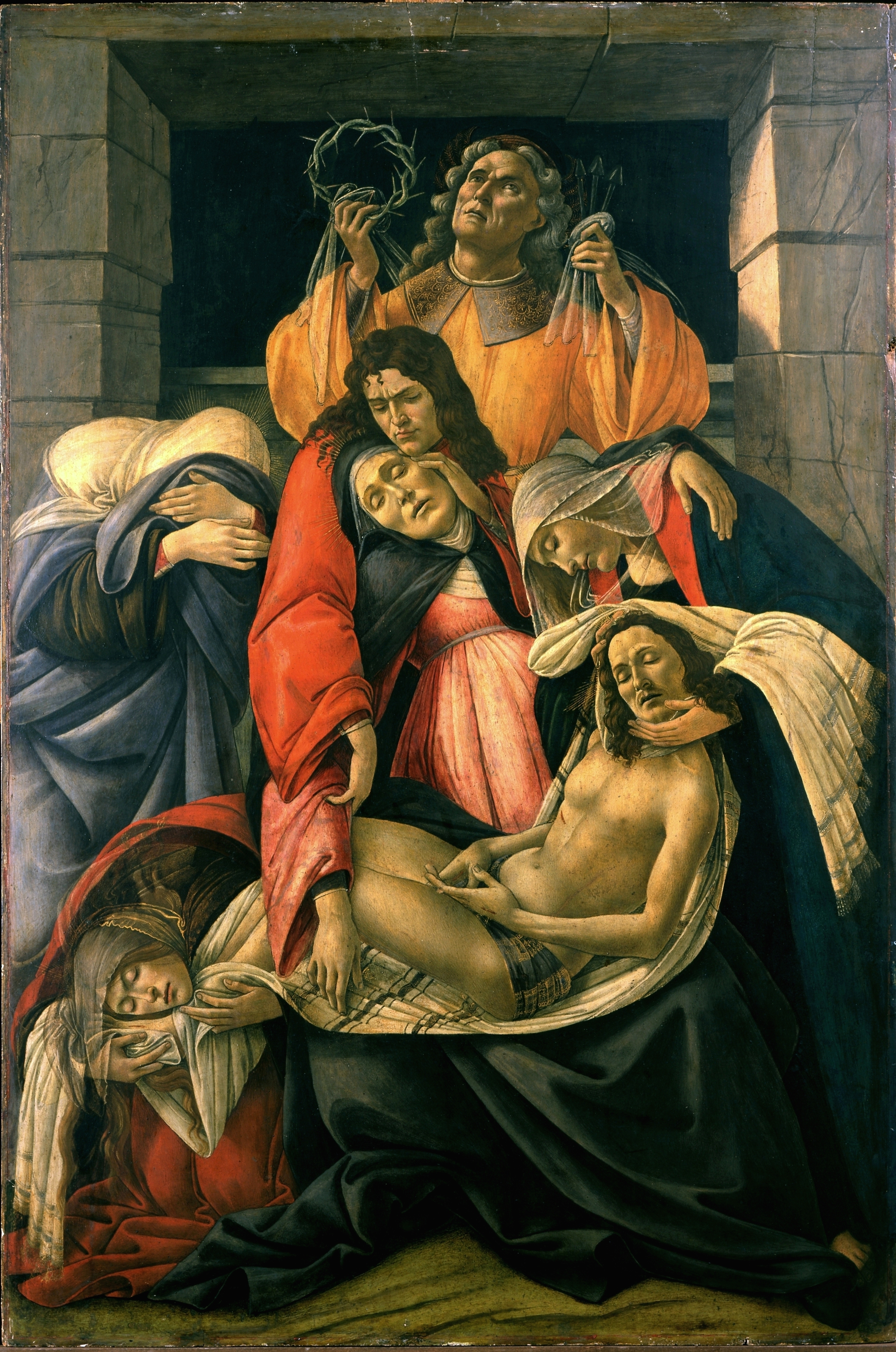
Compianto sul Cristo morto, 1495 circa, Milano, Museo Poldi Pezzoli

Savonarola venne giustiziato il 23 maggio 1498, ma la sua esperienza aveva inferto dei colpi così duri alla vita pubblica e culturale fiorentina, che la città non si riprese mai del tutto.
Dopo la morte del Savonarola Botticelli non era più lo stesso e non poteva certamente tornare ad abbracciare i miti pagani come se nulla fosse successo. Il suo punto di vista è registrato nella Cronaca di Simone Filipepi (1499) in cui il pittore è descritto a colloquio con Dolfo Spini, uno dei giudici che aveva partecipato al processo di Savonarola, a proposito delle vicende che portarono alla condanna del frate. Le parole di Botticelli suonano come un rimprovero per una sentenza ritenuta ingiusta.
Le opere degli anni successivi appaiono sempre più isolate nel contesto cittadino e animate da una fantasia visionaria. Botticelli si rifugiò in un desolato e acceso misticismo come attestano il Compianto sul Cristo morto di Milano, praticamente contemporaneo alla Calunnia, con figure dai gesti patetici e il corpo di Cristo al centro che si arcua a semicerchio, e la Natività mistica del 1501: Botticelli eseguì una scena dai toni apocalittici e dall'impianto arcaizzante, compiendo una consapevole regressione che arriva a rinnegare la costruzione prospettica, rifacendosi all'iconografia medievale che ordinava le figure in base alla gerarchia religiosa. La scritta in greco in alto (un unicum nella sua produzione), la danza degli angeli al di sopra della capanna e l'inedito motivo dell'abbraccio tra le creature celesti e gli uomini, costituiscono gli elementi di questa visione profetica sull'avvento dell'Anticristo.
Botticelli voleva far entrare il dolore e il pathos nelle sue composizioni, in modo da coinvolgere maggiormente lo spettatore, ma il suo tentativo di percorrere a ritroso il cammino della vita e della storia, non incontrò né il favore, né la comprensione dei suoi contemporanei, che passata la "tempesta" savonaroliana, tentarono lentamente di tornare alla normalità. Del resto è solo nella produzione di Botticelli che le influenze del frate ebbero un effetto così duraturo.

### Ultimi anni

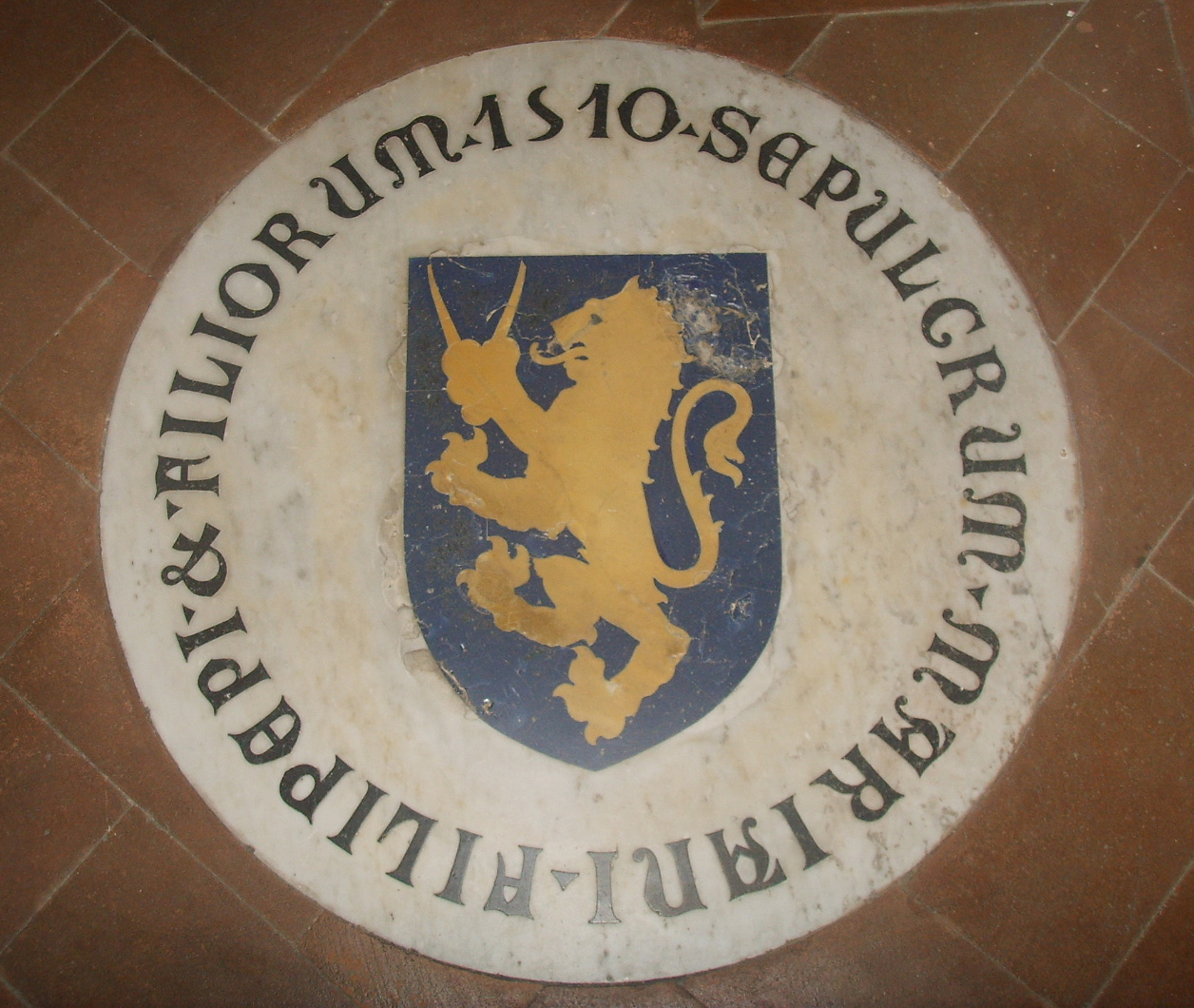
La lapide in Ognissanti, dove figura con il suo vero nome Mariani Filipepi

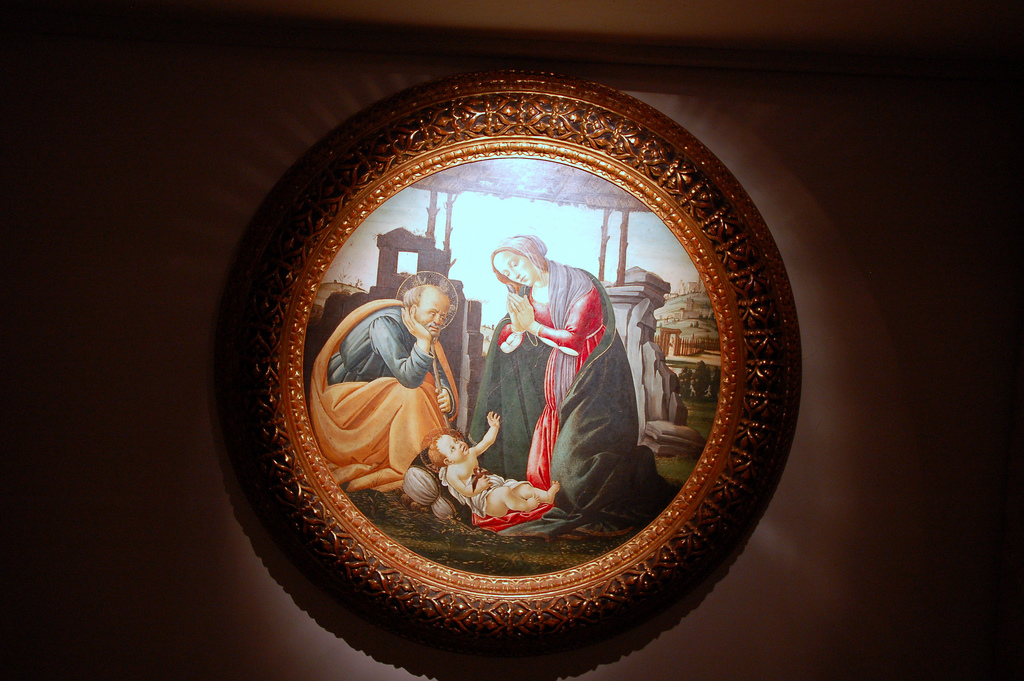
Natività di Botticelli, Museo Abbazia di Montecassino

Nel 1493 morì suo fratello Giovanni e nel 1495 concluse alcuni lavori per i Medici del ramo "Popolano", dipingendo per loro alcune opere per la villa del Trebbio. Nel 1498 i beni denunciati al catasto testimoniano un cospicuo patrimonio: una casa nel quartiere di Santa Maria Novella e un reddito garantito dalla villa di Bellosguardo nei dintorni di Firenze. Del 1502 è un suo celebre scritto relativo alla realizzazione di un giornaletto denominato beceri, di carattere prevalentemente satirico, destinato ad allietare la lettura delle frange nobiliari della società rinascimentale. Tale progetto, tuttavia, restò tale, non essendo mai stato portato a compimento.
Nel 1502 una denuncia anonima lo accusò di sodomia. Nel registro degli Ufficiali di Notte, al 16 novembre di quell'anno, è riportato come il pittore "si tiene un garzone"... In ogni caso sia quest'episodio sia quello di dodici anni prima si risolsero apparentemente senza danni per l'artista.
La sua fama era ormai in pieno declino anche perché l'ambiente artistico, non solamente fiorentino, era dominato dal già affermato Leonardo e dal giovane astro nascente Michelangelo. Dopo la Natività mistica Botticelli sembra rimanere inattivo. Nel 1502 scrisse una lettera a Isabella d'Este offrendosi, libero da impegni, per lavorare alla decorazione del suo studiolo.
Nonostante fosse anziano e piuttosto in disparte il suo parere artistico doveva essere ancora tenuto in considerazione se nel 1504 venne incluso tra i membri della commissione incaricata di scegliere la collocazione più idonea per il David di Michelangelo.
Il pittore ormai anziano e quasi inattivo trascorse gli ultimi anni di vita isolato e in povertà, morendo il 17 maggio 1510. Fu sepolto nella tomba di famiglia nella chiesa di Ognissanti a Firenze.
L'unico suo vero erede fu Filippino Lippi, che condivise con lui l'inquietudine presente nella sua ultima produzione.

## La presunta omosessualità
Sandro Botticelli, oltre che per le sue opere pittoriche sparse in tutta Italia, è divenuto noto anche sotto un altro aspetto, interessante nonché peculiare per l'epoca: il fatto che egli non si sposò mai ("La sola idea di matrimonio gli toglieva il sonno" racconta Poliziano) ma che anzi, secondo diversi studi svolti dal Novecento a oggi, egli fosse omosessuale; non per niente nel 1490 egli fu accusato, da parte del tribunale di Firenze di sodomia, accusa che è stata poi ripresa una seconda volta nel 1502.

## Stile
Lo stile di Botticelli subì diverse evoluzioni nel tempo, ma fondamentalmente mantenne alcuni tratti comuni che lo rendono tutt'oggi ben riconoscibile, anche nel vasto pubblico. Gli input fondamentali della sua formazione artistica furono sostanzialmente tre: Filippo Lippi, Andrea del Verrocchio e Antonio del Pollaiolo.
Dal Lippi, suo primo vero maestro, apprese a dipingere fisionomie eleganti e di una rarefatta bellezza ideale, il gusto per la predominanza del disegno e della linea di contorno, le forme sciolte, i colori delicatamente intonati, il calore domestico delle figure sacre. Dal Pollaiolo ricavò la linea dinamica ed energetica, capace di costruire forme espressive e vitali con la forza del contorno e del movimento. Dal Verrocchio imparò a dipingere forme solenni e monumentali, fuse con l'atmosfera grazie ai fini giochi luministici, e dotate di effetti materici nella resa dei diversi materiali.
Dalla sintesi di questi motivi Botticelli trasse un'espressione originale e autonoma del proprio stile, caratterizzato dalla particolare fisionomia dei personaggi, impostati a una bellezza senza tempo sottilmente velata di malinconia, dal maggiore interesse riservato alla figura umana rispetto agli sfondi e l'ambiente, e dal linearismo che talvolta modifica le forme a seconda del sentimento desiderato ("espressionismo"), quest'ultimo soprattutto nella fase tarda dell'attività.
Di volta in volta, a seconda dei soggetti e del periodo, prevalgono poi le componenti lineari o coloristiche o, infine, espressionistiche.
Nell'ultima produzione si affacciò il dilemma nel contrasto tra il mondo della cultura umanistica, con le sue componenti cortesi e paganeggianti, e quello del rigore ascetico e riformatore di Savonarola, che portò l'artista a un ripensamento e a una crisi mistica che si legge anche nelle sue opere. I soggetti si fanno sempre più introspettivi, quasi esclusivamente religiosi, e le scene diventano più irreali, con la ripresa consapevole di arcaicismi quali il fondo oro o le proporzioni gerarchiche. In questa crisi però si trova anche il seme della rottura dell'ideale di razionalità geometrica del primo Rinascimento, in favore di una più libera disposizione dei soggetti nello spazio che prelude la sensibilità di tipo cinquecentesco. La pittura di Botticelli s'ispirò anche alla filosofia del neoplatonismo rinascimentale fiorentino il cui fondatore fu Marsilio Ficino.

## Disegni
Di Botticelli resta anche una cospicua produzione di disegni. Spesso si tratta di opere preparatorie a dipinti, mentre altre volte furono opere indipendenti. L'esempio più celebre è dato dai disegni per la Divina Commedia, realizzati su pergamena tra il 1490 e il 1496 per Lorenzo il Popolano e oggi dispersi tra la Biblioteca Apostolica Vaticana e il Kupferstichkabinett di Berlino. In queste opere il linearismo è accentuato e il gusto è arcaizzante, con le figure che si muovono tra pochissimi dati ambientali.
A Botticelli sono anche attribuiti i cartoni di varie tarsie, come quelle delle porte della Sala dei Gigli in Palazzo Vecchio (1478) o alcune per lo studiolo di Federico da Montefeltro (1476). Gli Uffizi conservano la Lunetta con tre angeli volteggianti e al British Museum c'è lo schizzo a penna Allegoria dell'Abbondanza.

## Omaggi
- È il protagonista del romanzo Sandro, di Johannes Bramante.[16][17]
- A Botticelli è stato intitolato il cratere Botticelli, sulla superficie di Mercurio.
- È stato dedicato alla sua figura il lungometraggio Botticelli, il suo tempo, i suoi amici artisti di Guido Arata (1993).
- L'artista appare anche nella seconda stagione della serie televisiva I Medici, in cui è interpretato da Sebastian de Souza.
- Nell'espansione videoludica Hearts Of Stone, si fa riferimento a lui sotto falso nome di "Votticelli".

## Opere

### Fase giovanile
- Madonna col Bambino degli Innocenti, 1465-1467, tempera su tavola, 87×60 cm, Firenze, Galleria dello Spedale degli Innocenti
- Madonna col Bambino e un angelo, 1465-1467, tempera su tavola, 110×70 cm, Ajaccio, Museo Fesch
- Adorazione dei Magi, 1465-1470, tempera su tavola, 50×136 cm, Londra, National Gallery
- Madonna col Bambino, 1467 circa, tempera su tavola, 71×51 cm, Avignone, Musée du Petit Palais
- Madonna della Loggia, 1467 circa, tempera su tavola, 72×50 cm, Firenze, Galleria degli Uffizi
- Madonna col Bambino e un angelo adorante, 1468 circa, tempera su tavola, 88×68 cm, Pasadena, Norton Simon Museum
- Madonna col Bambino, san Giovannino e due angeli, 1468 circa, tempera su tavola, 85×62 cm, Firenze, Galleria dell'Accademia
- Madonna col Bambino e due angeli, 1468-1469 circa, tempera su tavola, 100×71 cm, Napoli, Museo di Capodimonte
- Ritratto di giovane, 1469 circa, tempera su tavola, 51×33,7 cm, Firenze, Palazzo Pitti, Galleria Palatina
- Madonna in gloria di serafini, 1469-1470, tempera su tavola, 120×65 cm, Firenze, Galleria degli Uffizi
- Madonna del Roseto, 1469-1470, tempera su tavola, 124×65 cm, Firenze, Galleria degli Uffizi
- Madonna delle Grazie (attribuzione incerta), 1470 circa, tempera su tavola, 80×58 cm, Castellammare di Stabia, collezione privata
- Fortezza, 1470 circa, tempera su tavola, 167×87 cm, Firenze, Galleria degli Uffizi
- Pala di Sant'Ambrogio, 1470 circa, tempera su tavola, 170×194 cm, Firenze, Galleria degli Uffizi
- Madonna dell'eucaristia, 1470 circa, tempera su tavola, 84×65 cm, Boston, Isabella Stewart Gardner Museum
- Ritratto di Esmeralda Brandini, 1470-1475, tempera su tavola, 65,7×41 cm, Londra, Victoria and Albert Museum
- Adorazione dei Magi, 1470-1475, tempera su tavola, tondo, diam. 131,5 cm, Londra, National Gallery
- Ritorno di Giuditta a Betulia, 1472 circa, olio su tavola, 31×24 cm, Firenze, Galleria degli Uffizi
- Scoperta del cadavere di Oloferne, 1472 circa, tempera su tavola, 31×25 cm, Firenze, Galleria degli Uffizi
- San Sebastiano, 1474 circa, tempera su tavola, 195×75 cm, Berlino, Staatliche Museen

### Prima fase medicea
- Madonna adorante il Bambino con San Giovannino, 1475-1480 circa Piacenza, Palazzo Farnese
- Ritratto d'uomo con medaglia di Cosimo il Vecchio, 1474 circa, tempera su tavola, 57,5×44 cm, Firenze, Galleria degli Uffizi
- Adorazione dei Magi, 1475 circa, tempera su tavola, 111×134 cm, Firenze, Galleria degli Uffizi
- Adorazione del Bambino, 1476-1477, affresco, 200×300 cm, Firenze, chiesa di Santa Maria Novella
- Santa Caterina d'Alessandria, 1475 circa, Altenburg, Lindenau-Museum
- Madonna del Mare, 1477 circa, tempera su tavola, 60,5×49,5 cm, Firenze, Galleria dell'Accademia
- Ritratto di Giuliano de' Medici, 1478-1480, tempera su tavola, 75,6×52,6 cm, Washington, National Gallery of Art
- Ritratto di Giuliano de' Medici, 1478-1480 circa, tempera su tavola, 54×36 cm, Bergamo, Accademia Carrara
- Ritratto di Giuliano de' Medici, 1478-1480 circa, tempera su tavola, 53×36 cm, Berlino, Gemäldegalerie
- Madonna Raczynski, 1477 circa, tempera su tavola, tondo, diametro 135 cm, Berlino, Gemäldegalerie
- Sant'Agostino nello studio, 1480, affresco, 152×112 cm, Firenze, chiesa di Ognissanti
- Cristo benedicente, 1480 circa, tempera su tavola, 45×29 cm, Detroit, Detroit Institute of Arts
- Ritratto di giovane donna, 1480 circa, olio su tavola, 47,5×35 cm, Berlino, Gemäldegalerie
- Giovane uomo con in mano una medaglia, 1480 circa, tempera su tavola, 58,7×38,9 cm, New York
- Natività, tempera su tavola, tondo, Cassino, Museo Abbazia di Montecassino
- Madonna del Magnificat, 1480-1481, tempera su tavola, tondo, diametro 118 cm, Firenze, Galleria degli Uffizi
- Ritratto di dama, 1480-1485, tempera su tavola, 82×54 cm, Francoforte, Städelsches Kunstinstitut
- Madonna del Libro, 1480-1481 circa, tempera su tavola, 58×39,5 cm, Milano, Museo Poldi Pezzoli
- Annunciazione di San Martino alla Scala, 1481, affresco staccato, 243×550 cm, Firenze, Galleria degli Uffizi

### Roma
- Ritratti di papi, 1481 circa, affreschi, Città del Vaticano, Cappella Sistina
- Prove di Mosè, 1481-1482, affresco, 348,5×558 cm, Città del Vaticano, Cappella Sistina
- Punizione dei ribelli, 1481-1482, affresco, 348,5×570 cm, Città del Vaticano, Cappella Sistina
- Prove di Cristo, 1481-1482, affresco, 345×555 cm, Città del Vaticano, Cappella Sistina

### Seconda fase medicea
- Adorazione dei Magi, 1482 circa, tempera su tavola, 70×103 cm, Washington, National Gallery of Art
- Primavera, 1482 circa, tempera su tavola, 203×314 cm, Firenze, Galleria degli Uffizi
- Pallade e il centauro, 1482 circa, tempera su tela, 205×147,5 cm, Firenze, Galleria degli Uffizi
- Ritratto di giovane uomo, 1482-1483, tempera su tavola, 41×31 cm, Washington, National Gallery of Art
- Venere e Marte, 1483 circa, tempera su tavola, 69×173,5 cm, Londra, National Gallery
- Nastagio degli Onesti, primo episodio, 1483 circa, tempera su tavola, 83×138 cm, Madrid, Museo del Prado
- Nastagio degli Onesti, secondo episodio, 1483 circa, tempera su tavola, 82×138 cm, Madrid, Museo del Prado
- Nastagio degli Onesti, terzo episodio, 1483 circa, tempera su tavola, 83×142 cm, Madrid, Museo del Prado
- Nastagio degli Onesti, quarto episodio, 1483 circa, tempera su tavola, 83×142 cm, Firenze, collezione privata di palazzo Pucci
- Ritratto virile, 1483 circa, tempera su tavola, 37,5×28,2 cm, Londra, National Gallery
- Madonna Bardi, 1485, tempera su tavola, 185×180 cm, Berlino, Staatliche Museen
- Ritratto di giovane donna, 1485 circa, tempera su tavola, 61×40 cm, Firenze, Galleria Palatina
- Nascita di Venere, 1485 circa, tempera su tela, 172,5×278,5 cm, Firenze, Galleria degli Uffizi
- Annunciazione, 1485 circa, tempera e oro su tavola, 19,1×31,4 cm, New York, Metropolitan Museum
- Ciclo di villa Lemmi, 1486 circa, affreschi trasferiti su tela, Parigi, Musée du Louvre
  - Venere e le tre Grazie offrono doni a una giovane, 211×284 cm
  - Giovane uomo introdotto tra le Arti Liberali, 238×284 cm
- Madonna della melagrana, 1487, tempera su tavola, diametro 143,5 cm, Firenze, Galleria degli Uffizi

### Ultima fase
- Pala di San Barnaba, 1488 circa, tempera su tavola, 268×280 cm, Firenze, Galleria degli Uffizi
  - Visione di sant'Agostino, tempera su tavola di predella, 20×38 cm
  - Cristo nel sepolcro, tempera su tavola di predella, 21×41 cm
  - Salomè con la testa di Giovanni Battista, tempera su tavola di predella, 21×40,5 cm
  - Estrazione del cuore di sant'Ignazio, tempera su tavola di predella, 21×40,5 cm
- Madonna col Bambino, san Giovannino e angeli, 1488-1490, tempera su tavola, tondo, diametro 170 cm, Roma, Galleria Borghese
- Annunciazione di Cestello, 1489-1490, tempera su tavola, 150×156 cm, Firenze, Galleria degli Uffizi
- Vergine adorante il Bambino, 1490 circa, tempera su tavola, tondo, diametro 59,6 cm, Washington, National Gallery of Art
- Vergine che adora il Bambino dormiente, 1490 circa, tempera su tela, 122×80 cm, Edimburgo, National Gallery of Scotland
- Pala di San Marco, 1490-1492, tempera su tavola, 378×258 cm, Firenze, Galleria degli Uffizi
  - Incoronazione della Vergine e santi, tempera su tavola di predella, 378×258 cm
  - San Giovanni Evangelista a Patmos, tempera su tavola di predella, 21×269 cm
  - Sant'Agostino nella cella, tempera su tavola di predella, 21×269 cm
  - Annunciazione, tempera su tavola di predella, 21×269 cm
  - San Gerolamo penitente, tempera su tavola di predella, 21×269 cm
  - Miracolo di sant'Eligio, tempera su tavola di predella, 21×269 cm
- Annunciazione, 1490 circa, tempera su tavola, 49,5×58,5 cm, Glasgow, Kelvingrove Art Gallery and Museum
- Sant'Agostino nello studio, 1490-1494, tempera su tavola, 41×27 cm, Firenze, Galleria degli Uffizi
- Ritratto di Michele Marullo Tarcaniota, 1490-1495 circa, tempera su tela trasferita da tavola, 49×35 cm, Barcellona, Collezione Guardans-Cambó (esposto in prestito a lungo termine al Prado, Madrid).
- Madonna col Bambino e san Giovannino, 1490-1495, tempera su tela, 134×92 cm, Firenze, Galleria Palatina
- Madonna col Bambino e san Giovannino, 1490-1500, tempera su tavola, 74×74 cm, San Paolo, Museo d'arte di San Paolo
- Madonna col Bambino e san Giovannino, 1490-1500, tempera e olio su tavola, 88,6 cm, Cleveland, Cleveland Museum of Art
- Ritratto di Ser Piero Lorenzi, 1490-1495, tempera su tavola, 50×36,5 cm, Filadelfia, Philadelphia Museum of Art
- Pala delle Convertite, 1491-1493 circa, tempera su tavola, 215×192 cm, Londra, Courtauld Institute Galleries
  - Maddalena che ascolta la predica di Cristo, 18×42 cm, Filadelfia, Philadelphia Museum of Art
  - Festa in casa di Simone, 18×42 cm, Filadelfia, Philadelphia Museum of Art
  - Noli me tangere, 18×42 cm, Filadelfia, Philadelphia Museum of Art
  - Comunione e assunzione della Maddalena, 118×42 cm, Filadelfia, Philadelphia Museum of Art
- Madonna del padiglione, 1493 circa, tempera su tavola, tondo, diametro 65 cm, Milano, Pinacoteca Ambrosiana
- Calunnia, 1494-1495, tempera su tavola, 62×91 cm, Firenze, Galleria degli Uffizi
- Ritratto di Dante, 1495 circa, tempera su tela, 54,7×47,5 cm, Ginevra, collezione privata
- Compianto sul Cristo morto, 1495 circa, tempera su tavola, 107×71 cm, Milano, Museo Poldi Pezzoli
- Compianto sul Cristo morto con i santi Girolamo, Paolo e Pietro, 1495 circa, tempera su tavola, 140×207 cm, Monaco, Alte Pinakothek
- Comunione di san Girolamo, 1495 circa, tempera su tavola, 34,5×25,4 cm, New York, Metropolitan Museum
- Giuditta con la testa di Oloferne, 1495-1500, tempera su tavola, 36,5×20 cm, Amsterdam, Rijksmuseum
- Discesa dello Spirito Santo, 1495-1505, olio su tavola, 207×229 cm, Birmingham, Birmingham Museum & Art Gallery
- Storie di Virginia, 1498 circa, tempera su tavola, 85×165 cm, Bergamo, Accademia Carrara
- Storie di Lucrezia, 1498 circa, tempera su tavola, 83,5×180 cm, Boston, Isabella Stewart Gardner Museum
- San Gerolamo, 1498-1505, tempera su tela, 44,5×26 cm, San Pietroburgo, Ermitage
- San Domenico, 1498-1505, tempera su tela, 44,5×26 cm, San Pietroburgo, Ermitage
- Cristo coronato di spine, 1500 circa, tempera su tavola, 47,6×32,3 cm, Bergamo, Accademia Carrara
- Assunzione della vergine con i santi Benedetto, Tommaso apostolo e Giuliano, 1500 circa, Tempera e oro su tavola, 178 x 88,2 cm, Galleria nazionale di Parma
- Madonna col Bambino e san Giovanni Battista, 1500 circa, tempera su tavola, 123,8×84,4 cm, Boston, Museum of Fine Arts
- Trasfigurazione con i santi Gerolamo e Agostino, 1500 circa, tempera su tavola, 27,5×35,5 cm, Roma, Galleria Pallavicini
- Orazione nell'orto, 1500 circa, tempera su tavola, 53×35 cm, Granada, Museo de la Capilla Real
- Adorazione del Bambino, 1500 circa, tempera su tavola, tondo, diam. 125,7 cm, Raleigh, North Carolina Museum of Art
- Adorazione del Bambino, 1500 circa, olio su tavola, tondo, diam. 120,8 cm, Houston, Museum of Fine Arts
- Adorazione dei Magi, 1500 circa, tempera su tavola, 108×173 cm, Firenze, Galleria degli Uffizi
- Madonna col Bambino e sei angeli, 1500 circa, olio su tavola, tondo, Firenze, Galleria Corsini[18]
- Natività mistica, 1501, olio su tela, 108,5×75 cm, Londra, National Gallery
- Battesimo ed elezione a vescovo di san Zanobi, 1500-1505, tempera su tavola, 66,5×149,5 cm, Londra, National Gallery
- Tre miracoli di san Zanobi, 1500-1505, tempera su tavola, 65×139,5 cm, Londra, National Gallery
- Tre miracoli di san Zanobi, 1500-1505, tempera su tavola, 67,3×150,5 cm, New York, Metropolitan Museum
- Ultimo miracolo e morte di san Zanobi, 1500-1505, tempera su tavola, 66×182 cm, Dresda, Gemäldegalerie
- Cristo dei dolori, 1500-1510, olio e tempera su tavola, 69x51,4 cm, collezione privata
- Crocifissione simbolica, 1502 circa, tempera su tela, 73,5×50,8 cm, Cambridge (Massachusetts), Fogg Art Museum